# Chronologie de la Seconde Guerre mondiale
Cette chronologie de la Seconde Guerre mondiale liste les principaux évènements qui se sont déroulés pendant la Seconde Guerre mondiale. Pour la période antérieure, voir les articles : Causes de la Seconde Guerre mondiale, Chronologie du Troisième Reich et Expansionnisme du Japon Shōwa.

## Avant-guerre

### 1933
- 30 janvier :
  - Adolf Hitler est nommé chancelier du Reich.
    - Début du Troisième Reich, qui se termine le 23 mai 1945.
- 27 février :
  - Incendie du Reichstag à Berlin.
- 28 février :
  - À la suite de l'incendie, Adolf Hitler obtient la proclamation du Reichstagsbrandverordnung (suppression des droits fondamentaux).
    - Début de la Gleichschaltung, qui se termine le 19 août 1934.
- 22 mars :
  - Ouverture à Dachau, en Allemagne, du premier camp de concentration allemand. Il est destiné, dans un premier temps, aux opposants politiques du régime nazi.
- 23 mars :
  - Adolf Hitler obtient les pleins pouvoirs.
- 27 mars :
  - L'empire du Japon se retire de la Société des Nations.
- 14 juillet :
  - En Allemagne, le parti nazi est déclaré parti officiel du pays. Tous les autres partis sont prohibés.
- 14 octobre :
  - L'Allemagne se retire de la Société des Nations et de la Conférence mondiale pour le désarmement.

### 1934
- 26 janvier :
  - Signature à Berlin d'un pacte de non-agression germano-polonais de 10 ans.
- 14 juin :
  - L'Allemagne décide de ne plus payer les dommages de guerre de la Première Guerre mondiale dus à la France et à la Belgique conformément au traité de Versailles.
- 29 juin :
  - Nuit des longs couteaux en Allemagne.
- 2 août :
  - Le président du Reich, Paul von Hindenburg meurt à l'âge de 86 ans.
- 19 août :
  - À la suite du décès du président von Hindenburg, Adolf Hitler cumule les fonctions de chancelier et de président du Reich. Il endosse le titre de Führer.
- 18 septembre :
  - L'Union soviétique adhère à la Société des Nations.
  - Encerclée par l'Armée nationale révolutionnaire, l'Armée rouge chinoise est forcée à une retraite stratégique.
    - Début de la Longue Marche, qui se termine le 19 octobre 1935.

### 1935
- 13 janvier :
  - Référendum en Sarre : plus de 90 % des Sarrois sont favorables au rattachement à l'Allemagne.
    - Le 1er mars, la Sarre, qui était sous tutelle de la Société des Nations depuis 1919, est officiellement rattachée à l'Allemagne.
- 16 mars :
  - Rétablissement du service militaire obligatoire en Allemagne, en violation du traité de Versailles.
    - Création de la Wehrmacht.
- 17 avril :
  - La Société des Nations condamne à l'unanimité le réarmement de l'Allemagne.
- 2 mai :
  - Signature à Paris du traité franco-soviétique d'assistance mutuelle
- 18 juin :
  - Signature à Londres du traité naval germano-britannique qui autorise l'Allemagne à former une marine égale à 35 % du tonnage de la marine britannique.
- 15 septembre :
  - En Allemagne, adoption des Lois de Nuremberg par le Reichstag.
    - Adoption du drapeau à croix gammée comme drapeau national de l'Allemagne.
- 3 octobre :
  - Seconde guerre italo-éthiopienne, qui se termine le 9 mai 1936.

### 1936
- 7 mars :
  - Remilitarisation de la Rhénanie, en Allemagne, en violation du traité de Versailles et des accords de Locarno.
- 18 juillet :
  - Début de la Guerre d'Espagne, qui se termine le 1er avril 1939.
    - Adolf Hitler se sert de cette guerre essentiellement pour tester de nouveaux armements (notamment des chars et des avions) ainsi que de nouvelles tactiques de combat.
- 24 août :
  - L'Allemagne porte à deux ans le service militaire obligatoire.
- 14 septembre :
  - En Allemagne, Hermann Göring se voit confier le Vierjahresplan qui stipule que la Wehrmacht doit être prête en quatre ans et que l'économie allemande doit être prête à soutenir une guerre en quatre ans.
- 14 novembre :
  - L'Allemagne déclare caduques les conditions du traité de Versailles sur la souveraineté de ses voies fluviales.
- 25 novembre :
  - Signature à Berlin du pacte anti-Komintern entre l'Allemagne et l'Empire du Japon.
- 24 décembre :
  - Accord de Xi'an, en Chine, en prélude à une invasion japonaise.
    - La guerre civile chinoise est interrompue, une trêve et alliance entre les deux protagonistes est conclue.

### 1937
- 19 janvier :
  - L'Empire du Japon dénonce le traité naval de Washington qui limitait la taille et l'armement de sa marine.
- 30 janvier :
  - En Allemagne, le Reichstag reconduit les pleins pouvoirs d'Adolf Hitler pour quatre ans.
- 2 mars :
  - En Italie, le Grand Conseil du fascisme décide d'un effort de réarmement des armées italiennes.
- 26 avril :
  - Guerre d'Espagne : bombardement de civils à Guernica par des éléments de la Légion Condor envoyés par l'Allemagne. Ce bombardement préfigure les stratégies de la guerre totale appliquées plus tard, lors de la Seconde Guerre mondiale.
    - Après cet événement, condamné par la communauté internationale, l'aide allemande se réduit.
- 7 juillet :
  - Incident du pont Marco-Polo en Chine.
    - Début de la seconde guerre sino-japonaise qui se termine le 9 septembre 1945.
- 21 août :
  - Signature à Nankin d'un pacte de non-agression entre l'Union soviétique et la république de Chine.
- 5 novembre :
  - Réunion secrète à Berlin pendant laquelle Adolf Hitler révèle ses projets de guerre dans la perspective de l’agrandissement de l'espace vital germanique à l'est.
- 6 novembre :
  - L'Italie adhère au pacte anti-Komintern.
- 11 décembre :
  - L'Italie se retire de la Société des Nations.
- 12 décembre :
  - Incident du Panay en Chine, au cours duquel des avions Japonais coulent le navire de guerre américain USS Panay.
- 13 décembre :
  - L'armée impériale japonaise conquiert Nankin, la capitale chinoise, et commence le Massacre de Nankin.

### 1938
- 4 février :
  - Adolf Hitler prend le commandement de la Wehrmacht.
    - Création de l'Oberkommando der Wehrmacht (OKW).
- 12 mars :
  - Anschluss (annexion de l’Autriche par le Troisième Reich).
- 20 mai :
  - Mobilisation partielle en Tchécoslovaquie.
- 28 mai :
  - Adolf Hitler ordonne la construction de la ligne Siegfried le long de la frontière occidentale de l’Allemagne.
- 12 août :
  - Mobilisation générale en Allemagne.
- 12 septembre :
  - Adolf Hitler déclare dans un discours à Nuremberg que son prochain objectif sera le rattachement des Sudètes à l’Allemagne.
- 23 septembre :
  - Mobilisation générale en Tchécoslovaquie.
- 24 septembre :
  - Mobilisation partielle en France.
- 30 septembre :
  - Signature des accords de Munich entre l'Allemagne, le Royaume-Uni, la France et l'Italie. Voulant éviter la guerre, le Royaume-Uni et la France sacrifient leur allié tchèque et permettent l'annexion des Sudètes par le Troisième Reich.
- 1er octobre :
  - Les généraux allemands dissidents, qui craignaient une guerre avec la crise des Sudètes, renoncent à leur complot de coup d'État contre Adolf Hitler.
  - La Pologne envahit et annexe la partie tchèque de Cieszyn.
- 11 octobre :
  - En réaction aux récents événements en Europe, le président américain Franklin D. Roosevelt annonce l'intensification du réarmement américain.
- 9 novembre :
  - Nuit de Cristal en Allemagne.

### 1939
- 5 janvier :
  - Adolf Hitler annonce au ministre des Affaires étrangères polonais, Józef Beck, que Dantzig devra tôt ou tard être restituée au Reich.
- 13 janvier :
  - L’Allemagne, le Japon et l'Italie invitent la Hongrie à adhérer au pacte anti-Komintern.
- 2 février :
  - Benito Mussolini accepte la proposition d'Adolf Hitler de transformer le pacte anti-Komintern en une alliance militaire défensive.
- 6 février :
  - Neville Chamberlain déclare à la Chambre des communes que toute menace contre les intérêts vitaux de la France entraînera l’assistance du Royaume-Uni.
- 25 février :
  - La Hongrie adhère au pacte anti-Komintern.
- 14 mars :
  - Soutenue par Adolf Hitler, la Slovaquie de Jozef Tiso proclame son indépendance.
  - Convoqué à Berlin dans la nuit du 14 au 15 mars, Emil Hácha est contraint sous la menace de signer un document acceptant l'occupation de la Bohême et la Moravie par les troupes allemandes.
- 15 mars :
  - L'Allemagne occupe la Tchécoslovaquie et crée le Protectorat de Bohême-Moravie.
- 17 mars :
  - Neville Chamberlain condamne la violation des accords de Munich par l’Allemagne et revient sur sa politique d'apaisement.
- 21 mars :
  - L'Allemagne renouvelle ses exigences à la Pologne : la restitution de la ville libre de Dantzig et la permission de construire à travers le corridor de Dantzig une autoroute et une voie ferrée.
- 22 mars :
  - L'Allemagne contraint la Lituanie à lui céder le territoire de Memel.
    - Signature à Berlin d'un pacte de non-agression entre l'Allemagne et la Lituanie.
- 23 mars :
  - La Pologne renforce le dispositif militaire du corridor de Dantzig.
  - La Hongrie annexe la Ruthénie subcarpathique.
    - Début de la guerre slovaquo-hongroise, qui se termine le 4 avril 1939.
- 26 mars :
  - La Pologne rejette les exigences de l'Allemagne.
- 27 mars :
  - L'Espagne franquiste adhère au pacte anti-Komintern.
- 28 mars :
  - Déclaration solennelle de la Pologne visant à avertir les Allemands que toute tentative de modifier le statut de Dantzig sans leur consentement conduirait sans aucun doute à la guerre.
- 31 mars :
  - Le Royaume-Uni et la France s'engagent à défendre l'indépendance et l'intégrité territoriale de la Pologne contre toute invasion.
- 1er avril :
  - Fin de la Guerre d'Espagne, victoire des Nationalistes espagnols.
- 7 avril :
  - Invasion italienne de l'Albanie, qui se termine le 12 avril 1939.
- 11 avril :
  - La Hongrie se retire de la Société des Nations.
- 18 avril :
  - Proposition de Maxime Litvinov, ministre des affaires étrangères soviétique, d'une alliance militaire de dix ans entre le Royaume-Uni, la France et l'Union soviétique.
- 26 avril :
  - Le Royaume-Uni rétablit le service militaire obligatoire.
- 28 avril :
  - Adolf Hitler dénonce unilatéralement le Pacte de non-agression germano-polonais de 1934 et le traité naval germano-britannique de 1935.
- 3 mai :
  - Maxime Litvinov, favorable à une alliance avec le Royaume-Uni et la France, est remplacé par Viatcheslav Molotov.
- 13 mai :
  - Le Royaume-Uni et la France garantissent l’intégrité territoriale de la Roumanie.
- 22 mai :
  - Signature à Berlin du Pacte d'acier, alliance militaire et politique entre l'Allemagne et l'Italie.
- 23 mai :
  - Adolf Hitler annonce à ses généraux qu'il fera la guerre à la Pologne afin de régler le problème polonais.
- 24 mai :
  - Le Royaume-Uni et la France acceptent le principe d’un pacte d’assistance mutuelle en cas d’agression contre la Pologne.
- 29 mai :
  - Adolf Hitler répond favorablement à la demande de négociation de la part de Joseph Staline.
- 31 mai :
  - Signature à Berlin d'un pacte de non-agression entre l'Allemagne et le Danemark.
- 7 juin :
  - Signature à Berlin du pacte de non-agression germano-letton et du pacte de non-agression germano-estonien.
- 13 juin :
  - L'empire du Japon décrète le blocus des concessions britanniques et françaises en Chine.

- 29 juin :

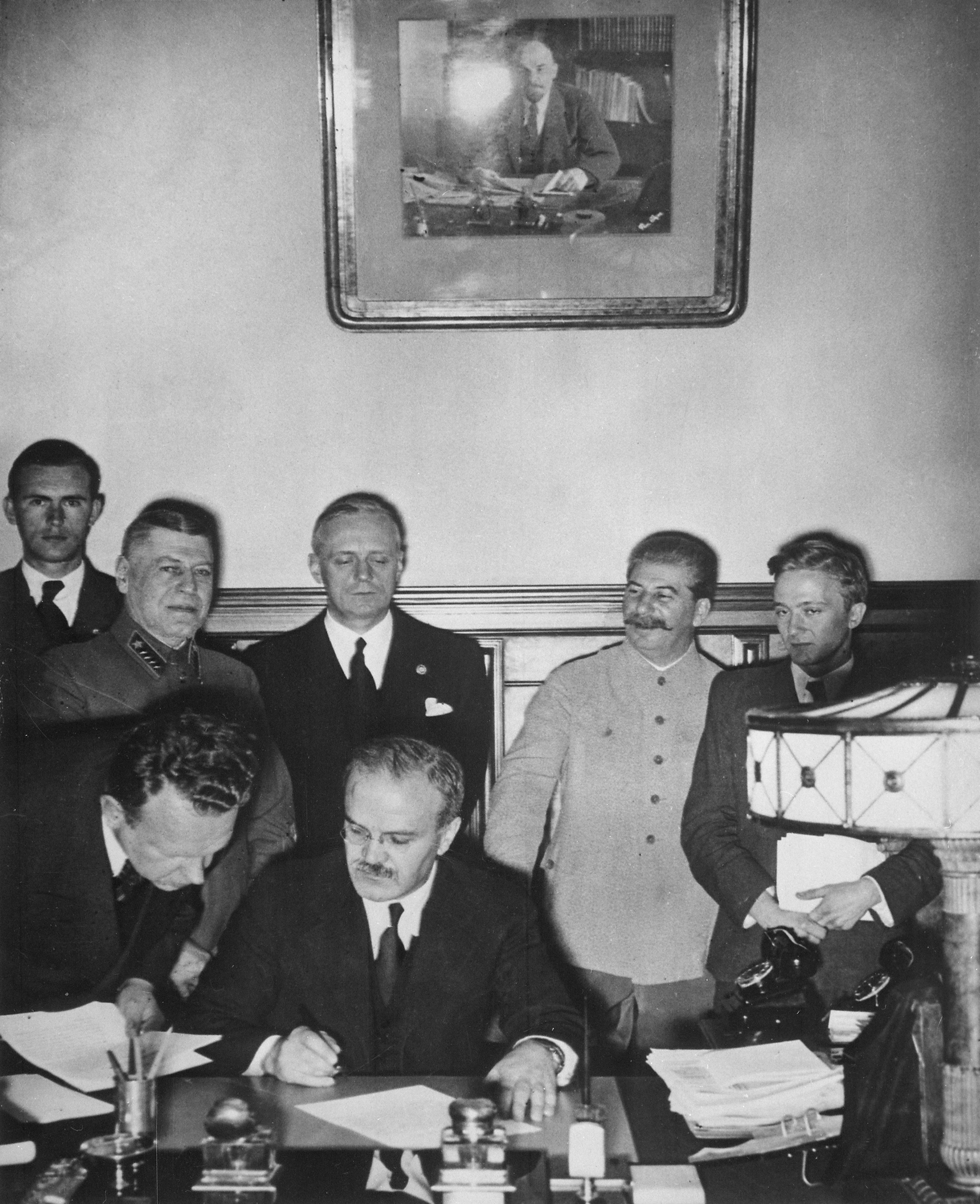
Signature au Kremlin, le 23 août 1939, du pacte germano-soviétique par Molotov, Ribbentrop et Staline.

  - Échec des pourparlers pour la constitution d’une alliance anglo-franco-soviétique contre l’Allemagne.
- 26 juillet :
  - L’Allemagne propose à l'Union soviétique la signature d’un pacte de non-agression.
- 23 août :
  - La France rappelle sous les drapeaux les réservistes de son aviation.
  - Signature à Moscou du pacte germano-soviétique, pacte de non-agression d'une durée de dix ans.
    - Un protocole secret détermine les zones d’influence soviétique et allemande en Europe de l’Est et notamment le partage de la Pologne.
- 24 août :
  - Mobilisation partielle en Pologne.
- 25 août :
  - Benito Mussolini conteste le pacte germano-soviétique et déclare à Adolf Hitler qu’il ne peut entrer en guerre que si l’Allemagne lui fournit le matériel et les matières premières dont l’Italie a besoin.
  - Signature à Londres d’un accord d’assistance militaire mutuelle de cinq ans entre la Pologne et le Royaume-Uni.
    - Alors que l'offensive allemande sur la Pologne devait commencer le 26 août, cet accord persuade Adolf Hitler d'arrêter les préparatifs. Il se donne jusqu'au 31 août pour arriver à un compromis afin que soit trouvée une résolution pacifique.
- 26 août :
  - Mobilisation générale des forces allemandes.
  - La France avertit l'Allemagne qu'elle tiendra ses engagements envers la Pologne.
- 30 août :
  - Ultimatum allemand à la Pologne.
  - Mobilisation générale en Pologne.
    - La marine polonaise reçoit l'ordre d’appareiller vers la Grande-Bretagne.
- 31 août :
  - Mobilisation de la flotte britannique.
  - Adolf Hitler signe l'ordre d'attaquer la Pologne pour le lendemain à 4 h 45.
  - Opération Himmler, simulacre d'attaque polonaise sur la tour hertzienne de Gliwice, près de la frontière polonaise, afin de fournir un prétexte à l'invasion de la Pologne.

## Seconde Guerre mondiale

### 1939

#### Septembre 1939
- 1er septembre :

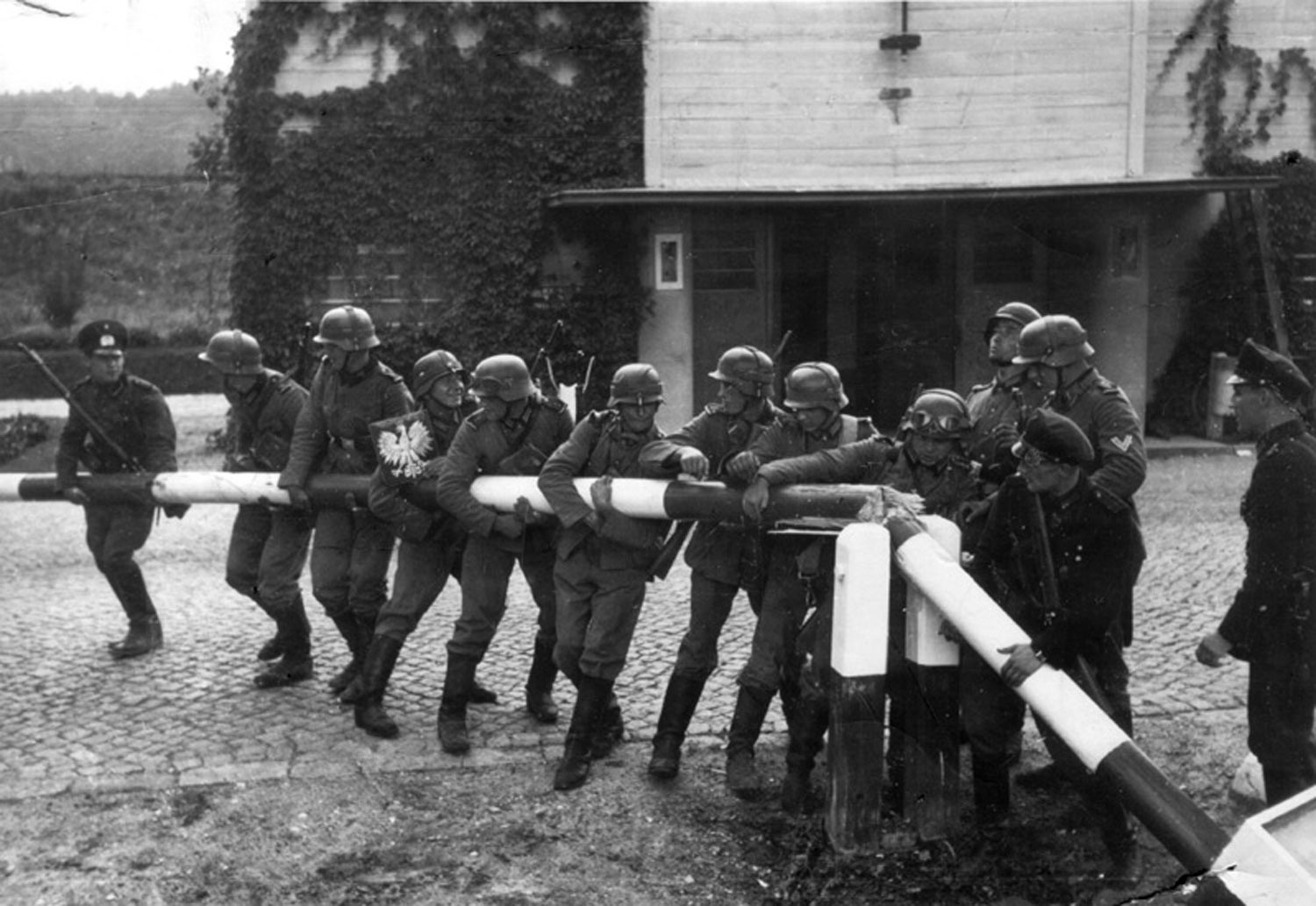
Des soldats allemands arrachent une barrière à la frontière polonaise près de Dantzig le 1 septembre 1939.

  - À 4 h 45, l'Allemagne et la Slovaquie attaquent la Pologne sans déclaration de guerre.
    - Début de la campagne de Pologne qui se termine le 6 octobre 1939.

  - Mobilisation générale en France et au Royaume-Uni.
  - Mobilisation générale en Union soviétique.
  - L'Italie proclame sa non-belligérance.
  - En Allemagne, Adolf Hitler ordonne d'appliquer l'euthanasie aux aliénés et aux incurables (plan Aktion T4).
  - À 19 h, instauration du black-out au Royaume-Uni.
- 2 septembre :
  - Mobilisation générale en Suisse.
  - L'Allemagne annonce que la neutralité norvégienne sera respectée à condition que le Royaume-Uni et la France fassent de même.
  - Le Royaume-Uni et la France laissent une dernière chance à l’Allemagne de retirer ses troupes du territoire polonais. L'ultimatum britannique expire le 3 septembre à 11 h, celui de la France à 17 h. L’Allemagne rejette ces ultimatums.
- 3 septembre :
  - Le Royaume-Uni (et son Empire) à 11 h, la France (et son Empire) à 17 h, ainsi que l'Australie et la Nouvelle-Zélande à 21 h 30 déclarent la guerre à l'Allemagne.
    - Début de la « drôle de guerre » qui se termine le 10 mai 1940 par l'invasion des Pays-Bas, de la Belgique, du Luxembourg et de la France.

  - À 21 h, au large de l'Irlande, le sous-marin allemand U-30 prend pour un cargo armé le paquebot britannique SS Athenia et le coule. Sur les 1 400 passagers, on déplore 112 morts dont 28 Américains.
    - Début de la bataille de l'Atlantique qui se termine le 8 mai 1945.
- 4 septembre :
  - Le Népal déclare la guerre à l'Allemagne.
  - Au-dessus de la baie de Heligoland, en Allemagne, sept avions de la Royal Air Force sont abattus lors d'un raid désastreux sur des navires de guerre à Wilhelmshaven et Brunsbüttel.
  - Les premiers éléments du corps expéditionnaire britannique débarquent en France.
- 5 septembre :
  - Les États-Unis proclament leur neutralité.
- 6 septembre :
  - L'Union d'Afrique du Sud déclare la guerre à l'Allemagne.
- 7 septembre :
  - L'armée française déclenche des escarmouches dans la zone frontalière allemande.
    - Début de l'offensive de la Sarre qui se termine le 17 octobre 1939.
- 8 septembre :
  - Aux États-Unis Franklin D. Roosevelt proclame un « état d'urgence nationale limitée ».
    - Toutes les forces militaires sont autorisées à augmenter les recrutements d'hommes et à rappeler les réservistes dans les limites autorisées en temps de paix.

  - Début du siège de Varsovie qui se termine le 28 septembre 1939.
  - Le Royaume-Uni et la France décrètent le blocus naval de l'Allemagne.
- 9 septembre :
  - Viatcheslav Molotov félicite prématurément l'Allemagne pour « l'entrée des troupes allemandes dans Varsovie » et promet l'intervention soviétique « dans les jours à venir ».
- 10 septembre :
  - Le Canada déclare la guerre à l'Allemagne.
- 11 septembre :
  - Les chiffreurs allemands décryptent le code des navires marchands britanniques, identifiant ainsi les points de départ des convois.
- 12 septembre :
  - Le premier Conseil suprême interallié se tient à Abbeville, en France.
    - À la suite du conseil, le général Maurice Gamelin ordonne de stopper l'offensive de la Sarre alors que les troupes françaises sont à moins d'1 km de la ligne Siegfried.
- 13 septembre :
  - En France, Édouard Daladier (président du Conseil ainsi que ministre de la Défense nationale et de la Guerre) forme un cabinet de guerre et s'attribue le ministère des Affaires étrangères.
- 16 septembre :
  - L'Union soviétique informe la Pologne que l'armée rouge entrera à l'est du pays le 17 septembre, prétextant vouloir « protéger les minorités ukrainiennes et biélorusses ».
- 17 septembre :
  - Les troupes soviétiques, conformément au protocole secret du pacte germano-soviétique, envahissent la Pologne orientale.
  - L'Union soviétique promet de respecter la neutralité finlandaise.
- 18 septembre :
  - Le président polonais Ignacy Mościcki et le commandant en chef Edward Rydz-Śmigły passent en Roumanie et y sont internés sous la pression allemande.
- 19 septembre :
  - Jonction des troupes allemandes et soviétiques à Brest, en Pologne.
- 21 septembre :
  - En Roumanie, un groupe nationaliste local, la Garde de fer, assassine le premier ministre roumain Armand Călinescu.
- 25 septembre :
  - Adolf Hitler ordonne d'augmenter les attaques contre les navires alliés et de conclure rapidement la campagne de Pologne.
- 26 septembre :
  - Le gouvernement français décrète la dissolution du parti communiste français.
- 27 septembre :
  - En Allemagne, Heinrich Himmler crée le Reichssicherheitshauptamt (RSHA), service de sécurité du Reich, qui regroupe maintenant la police secrète d'État (Gestapo), la police criminelle (Kripo) et le service de sécurité (SD). Reinhard Heydrich en prend le commandement.
  - Adolf Hitler annonce à ses généraux ses plans pour attaquer à l'ouest « aussi vite que possible ».
- 28 septembre :
  - La Pologne est occupée.
    - Partage de la Pologne entre l'Allemagne et l’Union soviétique séparées par la ligne Curzon.

  - Signature d'un traité d'assistance mutuelle de dix ans entre l'Union soviétique et l'Estonie qui la contraint à donner aux Soviétiques d'importantes bases navales sur la mer Baltique. En retour, l'Union soviétique s'engage à respecter l'indépendance de l'Estonie.
- 30 septembre :
  - Formation en France d'un gouvernement polonais en exil, dont le nouveau président est Władysław Raczkiewicz et le Premier ministre et commandant en chef des forces armées est le général Władysław Sikorski.
    - Le président polonais Ignacy Mościcki, interné en Roumanie, démissionne de son poste.

#### Octobre 1939
- 2 octobre :
  - Signature à Paris d'un traité franco-tchécoslovaque permettant la reconstitution de l'armée tchécoslovaque sur le sol français.
- 5 octobre :
  - Signature à Moscou d'un traité d'assistance mutuelle de dix ans entre l'Union soviétique et la Lettonie qui contraint cette dernière à donner aux Soviétiques des bases militaires stratégiques. En retour l'Union soviétique s'engage à respecter l'indépendance de la Lettonie.
  - L'Union soviétique demande à la Finlande l'ouverture de discussions à propos des frontières.
- 6 octobre :
  - Mobilisation générale en Finlande.
  - Les dernières forces polonaises déposent les armes à l'issue de la bataille de Kock.
    - Fin de la campagne de Pologne.
- 8 octobre :
  - La Finlande accepte d'envoyer une délégation à Moscou afin de discuter du différend à propos des frontières.
    - La Finlande réaffirme sa détermination à maintenir son indépendance et sa neutralité.

  - L'Allemagne annexe des territoires polonais qui lui avaient été retirés au traité de Versailles.
  - Mise en place du ghetto de Piotrków Trybunalski, le premier établi par les nazis.
- 9 octobre :
  - Adolf Hitler ordonne la préparation du plan Jaune, plan d'offensive contre les forces franco-britanniques basées en France.
- 10 octobre :
  - Signature à Moscou d'un traité d'assistance mutuelle de quinze ans entre l'Union soviétique et la Lituanie qui contraint celle-ci à donner aux Soviétiques des bases militaires stratégiques. En retour l'Union soviétique s'engage à respecter l'indépendance de la Lituanie tandis que l'apskritis de Vilnius, annexé par la Pologne en 1922, lui est restitué.
- 14 octobre :
  - Échec des négociations sur l'échange de territoires entre l'Union soviétique et la Finlande.
- 15 octobre :
  - La Finlande introduit le service militaire obligatoire.
- 19 octobre :
  - Signature à Ankara d'un traité d'assistance mutuelle de 15 ans entre le Royaume-Uni, la France et la Turquie. La Turquie s'engage à aider les deux pays si la guerre atteint la Méditerranée (mais en excluant toute entrée en guerre contre l'Union soviétique).
  - L'Allemagne annexe le reste des territoires polonais occupés.
- 23 octobre :
  - Réouverture à Moscou des négociations entre les représentants finlandais et soviétiques sur la question des frontières.
- 30 octobre :
  - L'Union soviétique annexe les territoires polonais occupés.

#### Novembre 1939
- 3 novembre :
  - Le Congrès américain vote la loi Cash and Carry, autorisant la vente de matériel de guerre aux belligérants.
- 7 novembre :
  - L'offensive allemande à l'ouest prévue pour le 12 novembre est ajournée à cause du mauvais temps.
- 8 novembre :
  - Attentat contre Adolf Hitler à la brasserie Buergerbräukeller de Munich, où le Führer prononçait son traditionnel discours annuel à l'occasion de l'anniversaire du putsch de 1923.
    - Quand la bombe a explosé, Adolf Hitler avait déjà quitté la salle. L'attentat a fait 8 morts et 63 blessés.
- 9 novembre :
  - Incident de Venlo aux Pays-Bas, qui servira de prétexte à Adolf Hitler pour envahir les Pays-Bas.
- 13 novembre :
  - Rupture des négociations à Moscou sur l'échange de territoires entre l'Union soviétique et la Finlande.
    - Joseph Staline donne l'ordre de préparer l'invasion de la Finlande.
- 14 novembre :
  - À la suite d'une conférence d'état-major secrète entre la France et la Belgique, le plan Dyle est validé.
- 16 novembre :
  - Mobilisation générale en Finlande.
- 26 novembre :
  - Incident de Mainila sur l'isthme de Carélie, qui servira de prétexte à l'Union soviétique pour attaquer la Finlande.
- 27 novembre :
  - La Finlande rejette l'accusation d'avoir tiré en territoire soviétique et déclare que les tirs d'artillerie venaient du côté soviétique de la frontière.
- 28 novembre :
  - L'Union soviétique dénonce le pacte de non-agression soviéto-finlandais de 1932.
    - Joseph Staline donne l'ordre d'envahir la Finlande le 30 novembre.
- 29 novembre :
  - La Finlande offre de rouvrir les négociations, suggérant la conciliation ou l'arbitrage.
    - L'Union soviétique rompt les relations diplomatiques avec la Finlande.
- 30 novembre :
  - L'Union soviétique attaque la Finlande sans déclaration de guerre.
    - Début de la guerre d'Hiver qui se termine le 13 mars 1940.

#### Décembre 1939
- 1er décembre :
  - Un gouvernement fantoche, la République démocratique finlandaise présidée par le communiste finlandais Otto Wille Kuusinen, est instauré par l'Union soviétique.
- 2 décembre :
  - La Finlande fait appel à la Société des Nations pour qu'elle intervienne dans le conflit.
- 3 décembre :
  - La Suède rappelle ses réservistes.
- 4 décembre :
  - L'Union soviétique rejette une offre de médiation de la Suède.
- 5 décembre :
  - L'Union soviétique rejette une offre de médiation de la Société des Nations.
- 7 décembre :
  - La Suède, la Norvège et le Danemark déclarent leur stricte neutralité dans le conflit finno-soviétique.
- 8 décembre :
  - L'Union soviétique décrète le blocus naval des côtes finlandaises.
  - Le Grand Conseil du fascisme confirme l'alliance avec l'Allemagne et le Japon mais réaffirme la non-belligérance de l'Italie dans le conflit.
  - Les États-Unis protestent contre le blocus de l'Allemagne par le Royaume-Uni, déclarant que cela pénalise les activités commerciales des pays neutres.
- 10 décembre :
  - La Finlande lance un appel à l'aide aux « autres nations civilisées ».
- 11 décembre :
  - À la suite de l'appel à l'aide de la Finlande, la Société des Nations exhorte l'Union soviétique à cesser les hostilités contre la Finlande dans les 24 heures et à accepter sa médiation.
- 12 décembre :
  - L'Union soviétique rejette la demande de cessez-le-feu et de médiation faite par la Société des Nations.
- 14 décembre :
  - L'Union soviétique est exclue de la Société des Nations à la suite de son attaque de la Finlande.
  - Adolf Hitler ordonne à l'OKW la préparation de plans d'invasion de la Norvège.
- 17 décembre :
  - Arrivée en Grande-Bretagne des premières troupes canadiennes.
- 24 décembre :
  - Devant la résistance acharnée des Finlandais, les offensives soviétiques se soldent par des échecs. Pour la première fois les troupes finlandaises pénètrent en territoire soviétique, au nord du lac Ladoga.

### 1940

#### Janvier 1940
- 4 janvier :
  - Accord entre la France et le gouvernement polonais en exil pour la reconstitution d'une armée polonaise en France.
- 7 janvier :
  - Le général Semion Timochenko est nommé commandant en chef des forces soviétiques sur le front finlandais en lieu et place du général Kliment Vorochilov.
- 10 janvier :
  - Adolf Hitler annonce aux commandants des trois armées, Hermann Göring (armée de l'air), Erich Raeder (marine) et Walther von Brauchitsch (armée de terre) sa décision de déclencher l'offensive à l'ouest le 17 janvier.
  - Incident de Mechelen en Belgique. Un avion transportant deux officiers allemands fait un atterrissage forcé en Belgique, on trouve sur eux le plan d'offensive allemand prévoyant notamment la violation de la neutralité belge.
- 13 janvier :
  - Mobilisation générale en Belgique.
- 16 janvier :
  - En raison du mauvais temps et des documents perdus le 10 janvier, Adolf Hitler reporte au printemps son offensive à l'Ouest.
- 26 janvier :
  - Le colonel Charles de Gaulle envoie à 80 personnalités politiques et militaires un mémorandum intitulé L'avènement de la force mécanique, afin de les alerter sur les dangers qu'une offensive mécanique allemande ferait courir à la France.
- 29 janvier :
  - Devant les difficultés rencontrées sur le front, l'Union soviétique fait une proposition de paix à la Finlande mais exige en échange des concessions territoriales importantes.
- 30 janvier :
  - La Finlande rejette les conditions de paix soviétiques mais est encline à négocier.

#### Février 1940
- 5 février :
  - Le Conseil suprême interallié adopte un plan de débarquement en Norvège pour le 20 mars dans le but de soutenir les forces finlandaises.
    - Officieusement, le réel objectif est de couper les livraisons de fer suédois à l'Allemagne transitant alors par Narvik.
- 9 février :
  - Les États-Unis décident d'envoyer en Europe le sous-secrétaire d'État Sumner Welles (en) afin de faire le tour des pays belligérants et tenter de trouver un terrain d'entente entre eux.
- 11 février :
  - L'Allemagne et l'Union soviétique signent un accord commercial pour contrer le blocus maritime franco-britannique.
- 12 février :
  - Trois rotors Enigma sont récupérés sur un membre de l'équipage du U-33 coulé dans le Firth of Clyde.
- 16 février :
  - La Suède rejette la demande de la Finlande d'accorder le droit de passage sur son territoire aux troupes étrangères qui souhaitent la secourir.
  - Incident de l'Altmark au cours duquel le destroyer britannique Cossack attaque le navire de ravitaillement allemand Altmark, réfugié dans les eaux norvégiennes, pour libérer 299 prisonniers britanniques.
- 19 février :
  - À la suite de l'incident de l'Altmark, Adolf Hitler – persuadé que les Alliés n'hésiteraient pas à violer la neutralité norvégienne pour couper la route du fer suédois – ordonne d'accélérer les préparatifs de l'opération Weserübung (invasion de la Norvège).
- 23 février :
  - L'Union soviétique fait connaître aux Finlandais ses ultimes conditions de paix.
  - La Finlande renouvelle sa requête auprès de la Suède et de la Norvège pour permettre le transit des forces expéditionnaires étrangères.
    - Voulant demeurer neutres, la Suède et la Norvège rejettent une nouvelle fois la demande de la Finlande.
- 24 février :
  - Mise au point de la version finale du Plan Jaune (offensive allemande à l’Ouest).
- 26 février :
  - La Suède invite la Finlande à accepter les conditions de paix des Soviétiques et lui promet, dans cette éventualité, une aide importante pour reconstruire son pays.

#### Mars 1940
- 1er mars :
  - Adolf Hitler modifie les objectifs de l'opération Weserübung. Il y inclut désormais l'invasion du Danemark en plus de la Norvège.
- 8 mars :
  - La Finlande propose un armistice mais les Soviétiques, qui gagnent du terrain sur le front, le repoussent.
- 12 mars :
  - Traité de Moscou entre la Finlande et l'Union soviétique.
    - Fin de la guerre d'Hiver.
- 13 mars :
  - La fin de la guerre d'Hiver force le Royaume-Uni et la France à rappeler le corps expéditionnaire qui s'apprêtait à partir en Norvège.
- 18 mars :
  - Rencontre, au col du Brenner, entre Adolf Hitler et Benito Mussolini qui s'engage alors à entrer en guerre au moment opportun.
- 20 mars :
  - En France, Édouard Daladier est forcé de démissionner. Il est critiqué pour ne pas avoir pris l'initiative pour aider les Finlandais et, de ce fait, éviter la guerre sur le sol français.
- 21 mars :
  - Paul Reynaud succède à Édouard Daladier.
- 22 mars :
  - Raoul Dautry, ministre français de l'armement, confie au Deuxième Bureau la mission de prendre les Allemands de vitesse en récupérant sans attendre le seul stock mondial d'eau lourde encore disponible, soit 185 kg. Celui-ci est vendu aux Français et rapatrié le plus discrètement et rapidement possible.
    - Début de la bataille de l'eau lourde qui se termine 20 février 1944.
- 28 mars :
  - Le Conseil suprême interallié projette de miner les eaux norvégiennes où transite le fer suédois vers le Reich. Par ailleurs, dans un communiqué conjoint, le Royaume-Uni et la France s’engagent à ne pas conclure de paix séparée avec l'Allemagne.
- 29 mars :
  - Viatcheslav Molotov annonce la neutralité de l’Union soviétique dans la guerre entre le Royaume-Uni, la France et l'Allemagne.
- 30 mars :
  - Mise en place à Nankin, en Chine, d'un gouvernement national pro-japonais présidé par Wang Jingwei.
    - Les États-Unis refusent de reconnaître ce gouvernement et condamnent l'attitude du Japon.

#### Avril 1940
- 2 avril :
  - Adolf Hitler fixe la date de l'opération Weserübung au 9 avril.
- 7 avril :
  - Les premiers navires de guerre allemands appareillent en vue de l'invasion de la Norvège.
- 8 avril :
  - Déclenchement de l'opération Wilfred. Dans la nuit, des navires de la Royal Navy mouillent des mines dans les eaux territoriales norvégiennes afin de dévier les convois allemands de fer suédois vers les eaux internationales.
    - Informée par les Alliés, la Norvège proteste contre le mouillage des mines mais s'abstient de mobiliser.
- 9 avril :
  - Opération Weserübung, l'Allemagne attaque le Danemark et la Norvège.
    - Début de la campagne de Norvège qui se termine le 10 juin 1940.

  - À la nouvelle de l'offensive allemande, les Alliés demandent à la Belgique l'autorisation de pénétrer sur son territoire. Le gouvernement belge refuse.
- 10 avril :
  - Reddition du Danemark.
- 13 avril :
  - Occupation britannique des îles Féroé.
- 14 avril :
  - Débarquement franco-polonais dans plusieurs ports norvégiens, notamment Narvik. Des renforts britanniques débarqueront également en Norvège les jours suivants.
- 24 avril :
  - Josef Terboven est nommé commissaire du Reich en Norvège.
- 27 avril :
  - L'Allemagne déclare officiellement la guerre à la Norvège.
  - Heinrich Himmler ordonne la construction du camp de concentration d'Auschwitz.
  - Adolf Hitler annonce à son État-major son intention de débuter l'offensive à l'ouest la première semaine de mai.

#### Mai 1940
- 2 mai :
  - Le roi Haakon VII, roi de Norvège, part en exil au Royaume-Uni.
- 5 mai :
  - Un gouvernement norvégien en exil est formé à Londres.
- 9 mai :
  - Le général Wilhelm Keitel, chef du commandement suprême de l'armée allemande, transmet les ultimes instructions d'Adolf Hitler pour l'offensive à l'Ouest. Elle est prévue le lendemain à 5h35.
    - En raison de plusieurs avertissements du Vatican et des signes de mouvements des troupes allemandes, la Belgique place son armée en état d'alerte.
- 10 mai :
  - Début des opérations du plan Jaune (Fall Gelb), offensive allemande à l'Ouest contre les Pays-Bas, la Belgique, le Luxembourg et la France : Après des attaques aériennes préliminaires, le groupe d'armées B de Fedor von Bock attaque la Belgique et les Pays-Bas afin d'y attirer les troupes alliées. Le groupe d'armées C de Wilhelm von Leeb fixe les troupes françaises en simulant des attaques contre la ligne Maginot. Tandis que le groupe d'armées A de Gerd von Rundstedt fonce à travers le massif ardennais (que les dirigeants alliés pensaient infranchissable) avec pour objectif de franchir la Meuse puis de se ruer vers la Manche, coupant en deux l'ensemble des armées alliées.
    - Fin de la Drôle de guerre et début de la Bataille de France qui se termine le 25 juin 1940.

  - Les troupes allemandes envahissent le Luxembourg en quelques heures. La famille grand-ducale luxembourgeoise et son gouvernenement parviennent à s'enfuir.
  - Des troupes françaises et du corps expéditionnaire britannique pénètrent en Belgique pour s'allier à l'armée belge contre l'invasion nazie, exécutant ainsi le plan Dyle prévu de longue date.
  - Critiqué et n'étant plus soutenu à cause de l’échec de la campagne de Norvège, Neville Chamberlain démissionne.
    - Winston Churchill est nommé Premier ministre du Royaume-Uni.

  - Des troupes britanniques envahissent l'Islande. Le but est d'assurer une présence alliée dans l'Arctique dans le cadre de la bataille de l'Atlantique.
- 11 mai :
  - En Belgique, grâce à des planeurs de combat et des parachutistes, les Allemands s'emparent du fort d'Ében-Émael. Il était considéré comme imprenable.
- 12 mai :
  - Dans le secteur des Ardennes, les troupes françaises se retirent derrière la Meuse, laissant Sedan aux Allemands.
- 13 mai :
  - Lors d'un de ses plus fameux discours à la Chambre des communes du Royaume-Uni, Winston Churchill déclare : « Je n'ai rien d'autre à offrir que du sang, du travail, des larmes et de la sueur. »
- 14 mai :
  - La Royal Air Force et l'aviation française tentent, en vain, de détruire les ponts du génie allemand sur la Meuse.
  - Échec des contre-attaques françaises pour réduire la tête de pont allemande.
  - Les Pays-Bas, envahis par les Allemands, capitulent.
    - Bien que les négociations de cessez-le-feu aient commencé, la communication défaillante du côté allemand ne permit pas d'annuler le Bombardement de Rotterdam.

  - Wilhelmine (reine des Pays-Bas) et son gouvernement arrivent à Londres.
- 15 mai :
  - Paul Reynaud déclare au téléphone à Winston Churchill : « Nous sommes battus, nous avons perdu la bataille ».
  - Le Royaume-Uni lance la première attaque aérienne stratégique contre l'Allemagne : 99 avions attaquent des raffineries et des gares de triage dans la Ruhr.
- 16 mai :
  - Le général Maurice Gamelin donne l'ordre de repli aux forces françaises qui se battent en Belgique.
  - Comme le président américain Franklin D. Roosevelt la veille, Winston Churchill exhorte Benito Mussolini à ne pas entrer en guerre contre la France et le Royaume-Uni.
  - Lors d'un Conseil suprême interallié à Paris, les dirigeants français doivent reconnaître devant les Britanniques l'extrême gravité de la situation.
- 17 mai :
  - La 4e division cuirassée du colonel Charles de Gaulle, qui n'a même pas achevé sa formation, contre-attaque au sud de Montcornet.
  - La 6e armée allemande de Walter von Reichenau entre dans Bruxelles sans combattre, la capitale belge ayant été déclarée « ville ouverte ». La Wehrmacht occupe également Louvain, Malines et Namur.
- 18 mai :
  - Paul Reynaud nomme un nouveau Cabinet afin d'essayer de renforcer la conduite française de la guerre : il prend lui-même le ministère de la Défense, le maréchal Philippe Pétain (alors ambassadeur de France en Espagne) devient vice-président du Conseil et Georges Mandel devient ministre de l'Intérieur.
- 19 mai :
  - Le Généralissime Maurice Gamelin est remplacé à la tête des armées alliées par le général Maxime Weygand, jusque-là chargé du commandement de la France du Levant en Syrie.
- 20 mai :
  - Ouverture du camp de concentration d'Auschwitz.
  - Des unités avancées du 19e corps allemand d'Heinz Guderian atteignent la Manche à Noyelles-sur-Mer. Les Allemands encerclent et isolent ainsi quarante-cinq divisions alliées (notamment la 1re armée française, le Corps expéditionnaire britannique ainsi que ce qui reste de l'armée belge) dans la poche de Lille.
- 21 mai :
  - En regagnant son QG après la conférence d'Ypres, le général Gaston Billotte, chef du Groupe d'armées no 1, est victime d'un grave accident de voiture. Il décède des suites de l'accident deux jours plus tard.
- 24 mai :
  - Sur ordre d'Adolf Hitler, les divisions panzers reçoivent l'ordre de stopper leur progression alors qu'ils sont à 15 kilomètres à peine de Dunkerque. Le but est de permettre à l’infanterie de recoller à la ligne de front afin qu'elle puisse se charger - avec la Luftwaffe - de détruire les dernières forces alliées coincées dans la poche de Lille et ainsi de préserver les blindés.
    - Cela va donner le temps aux Britanniques et aux Français de renforcer leurs positions et rendre l'évacuation du Corps expéditionnaire britannique possible.
- 25 mai :
  - En raison de son action énergique pendant la bataille de Montcornet, le colonel Charles de Gaulle est nommé général de brigade à titre temporaire.
- 26 mai :
  - L'ordre est donné de commencer l'opération Dynamo : l'évacuation de Dunkerque des 400 000 soldats alliés enfermés dans la poche de Lille. Le vice-amiral Bertram Ramsay est nommé pour commander l'opération.
    - Un périmètre défensif est établi sur la ligne du canal afin de protéger ce repli.
    - Une flottille de secours composée de bateaux de plaisance, de navires marchands et de navires de guerre commence les rotations à travers la Manche.
- 27 mai :
  - Après 3 jours d'arrêt, les blindés allemands reprennent leurs attaques.
  - Abandonnée sur sa droite par l'armée anglaise qui s'est repliée en hâte sur Dunkerque, l'armée belge se trouve encerclée par l'ennemi.
    - Après en avoir informé les gouvernements français et britannique, Léopold III (roi des Belges) commence à discuter des termes de sa capitulation.
- 28 mai :
  - Le roi Léopold III accepte la reddition de l'armée belge sans consulter les autres alliés ou son gouvernement (qui est en exil en France). De plus, il refuse de partir en exil et sera interné par les Allemands. Cette décision, lourde de conséquences sur la politique du pays, sera à l'origine des controverses sur la « question royale », qui divise les Belges de 1945 à 1950.
    - Le gouvernement belge en exil d’Hubert Pierlot le désapprouve et déclare que le Roi est désormais en « incapacité de régner ».
    - Avant que la capitulation belge ne devienne effective, les forces britanniques et françaises s'empressent de se redéployer afin de combler l'absence des troupes belges sur le nord de Dunkerque.

  - Les Alliés remportent la bataille de Narvik, en Norvège.

#### Juin 1940
- 1er juin :
  - Les Britanniques et les Français informent les Norvégiens de leur plan d'évacuation de la Norvège.
- 4 juin :
  - Fin de l'évacuation des forces alliées repliées à Dunkerque. Au total, 338 226 soldats alliés ont été évacués, dont 115 000 Français et Belges.
- 5 juin :
  - Après la fin de la bataille de Dunkerque, la Wehrmacht se tourne vers le sud (plan rouge, en allemand : Fall Rot).
- 6 juin :
  - France : remaniement du cabinet Paul Reynaud. Jugé trop défaitiste, Édouard Daladier ne fait plus partie du gouvernement. Parmi les nouveaux venus : le général de Gaulle, nommé sous-secrétaire d'État à la Guerre et à la Défense nationale. Il assume le rôle de conseiller militaire auprès de Paul Reynaud (qui cumule les fonctions de président du Conseil avec celles de ministre de la Guerre et ministre des Affaires étrangères) et est, de plus, chargé des relations personnelles entre Churchill et le président du Conseil français.
- 7 juin :
  - Fin de l’évacuation des troupes françaises et polonaises qui avaient débarqué à Narvik.
- 8 juin :
  - Au large de la Norvège, les croiseurs de bataille allemands Scharnhorst et Gneisenau coulent le porte-avions britannique HMS Glorious et ses deux destroyers d'escorte (HMS Acasta et HMS Ardent). Il y aura très peu de survivants.
- 10 juin :
  - Le gouvernement français se replie à Tours et dans ses environs et le Grand Quartier général à Briare
  - L’Italie déclare la guerre à la France et au Royaume-Uni, malgré l’opposition de l’opinion, du roi et du comte Ciano. Le président Roosevelt qualifie cet événement de « coup de poignard dans le dos ». Néanmoins, sur le plan militaire, la déclaration de guerre du Duce aura (à court terme) très peu de conséquences, l'armée italienne se révélant totalement impuissante face aux quelques divisions de l'armée française des Alpes.
  - Début de la campagne d'Afrique de l'Est qui oppose l'Italie présente dans l'Afrique orientale italienne aux alliés principalement au Soudan, en Érythrée, en Éthiopie, en Somalie et au Kenya (fin 27 novembre 1941).
  - Francisco Franco proclame la non-belligérance de l'Espagne.
- 11 et 12 juin :
  - Conseil de guerre interallié de Briare.
- 11 juin :
  - Début de la guerre du Désert à l'initiative de l'armée coloniale italienne présente en Libye (5e armée et 10e armée).
- 14 juin :
  - Entrée des troupes allemandes à Paris, préalablement déclarée « ville ouverte ». Plusieurs personnes ne supportant pas l'arrivée des occupants se suicident, dont le célèbre chirurgien Thierry de Martel.
  - Otto Abetz est nommé représentant officiel du ministère des Affaires étrangères à Paris.
- 15 juin :
  - Début de l'opération Ariel de rembarquement des troupes alliées (britanniques, polonaises, françaises et tchèques) dans les ports de l’Atlantique.
  - Les Soviétiques occupent l’Estonie, la Lettonie et la Lituanie. Après des élections contrôlées par l’Armée rouge, des régimes communistes sont mis en place et les opposants éliminés.
  - Dans la soirée, le général de Gaulle, alors sous-secrétaire d'État à la Guerre et à la Défense nationale dans le gouvernement Reynaud, partisan de la poursuite de la guerre, quitte le port de Brest à bord du contre-torpilleur Milan et rejoint Londres après avoir débarqué à Plymouth le 16 juin au matin. Il appuie auprès de Churchill et Paul Reynaud l'idée d'Union franco-britannique proposée par Jean Monnet.
- 16 juin :
  - Démission de Paul Reynaud. Philippe Pétain est nommé chef du gouvernement français.
- 17 juin :
  - Les Allemands mettent en place un blocus total du Royaume-Uni.
  - Par l'intermédiaire des ambassadeurs d'Espagne et du Vatican, le nouveau gouvernement français fait des démarches auprès de l'Allemagne et de l'Italie pour connaître les conditions d'un arrêt des hostilités.
  - Le général de Gaulle gagne Londres.
  - Discours de Philippe Pétain à la radio : « C'est le cœur serré que je vous dis aujourd'hui qu'il faut cesser le combat. »
  - Au cours de l'évacuation des dernières troupes britanniques en France, le paquebot Lancastria est coulé par la Luftwaffe au large de Saint-Nazaire. Plus de 3 000 soldats britanniques périssent. La censure britannique gardera cette nouvelle secrète jusqu'à la fin de la guerre.
  - À Chartres, arrêté par les Allemands qui veulent lui faire signer un texte accusant des tirailleurs sénégalais d'avoir commis des atrocités envers des civils, le préfet Jean Moulin tente de se suicider.
- 18 juin :
  - Le général de Gaulle lance son Appel du 18 Juin, engageant les Français à poursuivre la lutte et fonde un gouvernement français en exil : « Foudroyés aujourd'hui par la force mécanique, nous pourrons vaincre dans l'avenir par une force mécanique supérieure. Le destin du monde est là. »
  - France : le Parti communiste français représenté par Jacques Duclos de retour de Belgique, demande aux autorités allemandes l'autorisation de faire reparaître L'Humanité qui avait été interdite le 27 août 1939 par Édouard Daladier à la suite de la signature du pacte germano-soviétique. Le journal n'est pas autorisé à paraître.
- 19 juin :
  - Saint-Nazaire : le capitaine de vaisseau Ronarc'h réussit à faire sortir du bassin de carénage le cuirassé Jean-Bart, qui était en cours d'armement. Il met le cap sur Casablanca.
  - À Saumur, résistance héroïque des 800 cadets de l'École d'officiers de cavalerie, appuyés par 1 500 soldats également désireux de sauver l'honneur. Ils réussissent à stopper l'avance de la Wehrmacht pendant deux jours.
  - Les troupes allemandes découvrent à la Charité-sur-Loire un train abandonné transportant les archives secrètes du Grand Quartier général français comprenant, entre autres, la convention militaire française, secrète, avec la Suisse.
- 21 juin :
  - France : les Allemands continuent leur avance au sud de la Loire, et occupent Poitiers, Clermont-Ferrand, Vienne, Cholet.
  - L'aviation italienne bombarde Marseille. Il y a 143 morts et 136 blessés dans le Vieux-Port.
- 22 juin :
  - Signature de l'armistice entre la France et l'Allemagne nazie. Elle se tient dans la clairière de Rethondes, dans le même wagon dans lequel fut signé l'armistice du 11 novembre 1918 entre l'Allemagne, la France et ses alliés. Churchill le dénonce aussitôt.
- 23 juin :
  - Hitler se rend à Paris. Ce sera l'unique visite du Führer dans la capitale française. Il est accompagné entre autres de l'architecte Albert Speer et du sculpteur Arno Breker.
- 24 juin :
  - Rome : signature d'un armistice entre la France et l'Italie.
  - France : toute la population mâle de l'île de Sein, soit 124 hommes, gagne le Royaume-Uni pour poursuivre la lutte aux côtés du général de Gaulle.
- 25 juin :
  - Entrée en vigueur des conventions d'armistice. Les armées française, britannique et polonaise sont vaincues sur le sol français, après une campagne d'environ quarante jours durant laquelle plus de 100 000 Français, militaires et civils, trouvent la mort. C'est la plus grande catastrophe militaire de l'histoire de France. Dans sa grande majorité la population française accueille la fin des combats avec un immense soulagement. Seule une infime minorité entend bien continuer la lutte, soit à l'intérieur du pays, soit en rejoignant le Royaume-Uni.
  - Nouveau discours du maréchal Pétain : « …Vous avez souffert. Vous souffrirez encore. […] Ce n'est pas moi qui vous bernerai par des paroles trompeuses. Je hais les mensonges qui vous ont fait tant de mal. La terre, elle, ne ment pas… »
  - Fin de l'Opération Ariel.
- 27 juin :
  - Le général de Gaulle prend le titre de Chef des Français libres.
  - Ultimatum adressé par l'Union soviétique à la Roumanie qui est contrainte de céder la Bessarabie, prise à la Russie en 1918, ainsi que la Bucovine du Nord.
- 28 juin :
  - France : l'ancien président du Conseil Paul Reynaud est victime d'un accident de voiture dans lequel sa maîtresse, la comtesse Hélène de Portes, trouve la mort.
  - Libye : mort d'Italo Balbo, chef de l'aviation italienne et gouverneur général de la Libye italienne. L'avion qui transporte le maréchal Italo Balbo est abattu accidentellement par la DCA italienne au-dessus du port de Tobrouk. Dignitaire du parti fasciste, vétéran de la marche sur Rome, Italo Balbo s'est rendu célèbre par ses raids aériens au-dessus de l'Atlantique. Homme de caractère, il n'avait pas caché à Mussolini son opposition à l'entrée en guerre de l'Italie. On a affirmé (sans preuve) que le Duce l'a fait assassiner.
- 29 juin :
  - Sur les 10 000 soldats français évacués de Narvik, un millier environ, parmi lesquels le lieutenant-colonel Raoul Magrin-Vernerey (plus connu sous le nom de Ralph Monclar) et le capitaine Koenig, se rallient au général de Gaulle. Ils constitueront le noyau des Forces françaises libres.
  - Le juriste René Cassin rejoint la France libre.
  - Suisse : mort à Muralto du peintre et graphiste allemand d'origine suisse Paul Klee.

#### Juillet 1940
- 1er juillet :
  - L'amirauté britannique ordonne à l'amiral Somerville, chef de la « Force H », d'exécuter l'opération Catapult : saisie, prise sous contrôle, mise hors de combat ou destruction de tous les navires français pouvant être atteints.
- 3 juillet :
  - Attaque sur Mers el-Kébir, les navires britanniques bombardent la flotte française.
- 4 juillet :
  - Rupture des relations diplomatiques entre la France de Vichy et le Royaume-Uni. Londres décide de mettre en place un blocus de la France et des colonies françaises.
- 6 juillet :
  - Allemagne : de retour à Berlin, Hitler est accueilli par des foules enthousiastes.
- 10 juillet :
  - Début de la bataille d'Angleterre pour de nombreux historiens : la Luftwaffe commence à attaquer les convois britanniques dans la Manche (phase dite « Kanalkampf »).
  - France : réunie au Grand Casino de Vichy, l'Assemblée nationale vote les pleins pouvoirs au maréchal Pétain par une loi constitutionnelle, par 569 voix contre 80 et 17 abstentions, afin de promulguer « une nouvelle Constitution de l'État français ». La récente attaque britannique sur Mers el-Kébir a grandement facilité les manœuvres de Pétain et de Laval.
- 11 juillet :
  - Vichy : le maréchal Pétain promulgue trois actes constitutionnels qui font de lui le chef de l'État français avec les pleins pouvoirs, abolissant la présidence de la République et ajournant les Chambres. Pierre Laval est vice-président du Conseil.
- 12 juillet :
  - Vichy : l'acte constitutionnel no 4 sur la suppléance et la succession du chef de l'État désigne Pierre Laval comme successeur de Pétain.
- 14 juillet :
  - Londres : à l'occasion de la fête nationale française, le général de Gaulle dépose une gerbe au monument aux morts de Whitehall, et passe en revue les maigres troupes de la France libre.
  - Opération Ambassador : raid des commandos britanniques sur l'île de Guernesey alors occupée par les Allemands.
- 16 juillet :
  - Directive no 16 de Hitler, dite « Seelöwe » (« Lion de mer » ou « Otarie ») : « …J'ai décidé de préparer une opération de débarquement et de l'exécuter si nécessaire. Le but de cette opération est d'éliminer la métropole britannique en tant que base pour continuer la guerre contre l'Allemagne et, si ce devait être nécessaire, de l'occuper entièrement. »
- 17 juillet :
  - Allemagne : l'OKH met au point un plan détaillé de débarquement au Royaume-Uni.
- 19 juillet :
  - Berlin : discours de Hitler à l'opéra Kroll. Sur un ton assez modéré, le Führer propose la paix au Royaume-Uni, si elle cesse de considérer l'Allemagne comme une ennemie, et accepte de voir en elle la plus grande puissance du continent.
  - Allemagne : Hermann Göring est nommé maréchal du Reich (Reichsmarschall), ce qui le place au-dessus de tous les militaires allemands, et Grand-Croix de la croix de fer (le seul de toute la guerre). Les généraux Keitel, von Bock, von Brauchitsch, von Kluge, von Leeb, List, von Reichenau, von Rundstedt, von Witzleben, Milch, Kesselring et Sperrle sont promus maréchaux.
  - Dans la soirée, la BBC apporte une première réponse à l'offre de paix allemande : c'est un No catégorique.
  - Washington : la Chambre des représentants des États-Unis vote un crédit de 4 milliards de dollars pour la création d'une « flotte des deux océans ».
- 21 juillet :
  - Berlin : au cours d'une conférence d'état-major, Hitler déclare à ses généraux qu'il faut en finir vite avec le Royaume-Uni, car il a l'intention d'attaquer la Russie. Il ordonne au maréchal von Brauchitsch de préparer un plan d'invasion de l'URSS.
  - Londres : création d'un gouvernement tchécoslovaque en exil, dirigé par le Dr Edvard Beneš.
- 22 juillet :
  - Lord Halifax fait connaître la réponse officielle du Royaume-Uni à l'offre de paix de Hitler : « L'Allemagne obtiendra la paix si elle évacue tous les territoires qu'elle a occupés, restaure toutes les libertés qu'elle a abattues et donne des garanties pour l'avenir. »
  - France : loi de Vichy sur la révision de toutes les naturalisations intervenues depuis 1927.
- 25 juillet :
  - Annexion de facto par l'Allemagne des départements de la Moselle, du Haut-Rhin et du Bas-Rhin.
- 29 juillet :
  - Royaume-Uni : la Royal Navy renonce à utiliser des destroyers dans la Manche. Cette mesure clôt la première phase de la bataille d'Angleterre, que l'on peut appeler « Bataille du Channel ».

#### Août 1940
- 1er-8 août :
  - Les pays baltes (Lettonie, Lituanie et Estonie) deviennent des républiques de l’Union soviétique par décrets du Soviet suprême. Les pays démocratiques occidentaux refusent de reconnaître la légalité de l’annexion soviétique, réalisée en accord avec le Pacte germano-soviétique.
- 1er août :
  - Allemagne : directive no 17 de Hitler : « L'aviation allemande doit écraser l'aviation britannique avec tous les moyens dont elle dispose. (…) Je me réserve la décision des attaques terroristes de représailles. La guerre aérienne intensifiée peut commencer le 6 août ou plus tard… »
- 3 août :
  - France : Otto Abetz est nommé ambassadeur du Reich en France (ou le 5 août ?).
  - Afrique de l'Est : les forces italiennes envahissent la Somalie britannique.
- 7 août :
  - Rattachement des départements de la Moselle, du Haut-Rhin et du Bas-Rhin à l'Allemagne.
- 13 août :
  - Début de la 2e phase de la bataille d'Angleterre (voir 10 juillet 1940) : tentative de destruction de la RAF par la Luftwaffe qui lance une grande offensive aérienne contre le Royaume-Uni. Les résultats se révèleront décevants, et les pertes allemandes lourdes. Le 13 août est appelé le « jour de l'Aigle » (Adlertag) et le 15 août le « jeudi noir ».
  - Nigeria : arrivée à Lagos de cinq envoyés de de Gaulle (Edgard de Larminat, Claude Hettier de Boislambert, Philippe Leclerc, André Parant et René Pleven) qui ont pour mission de préparer le ralliement des territoires de l'Afrique-Équatoriale française (AEF) à la France libre.
- 15 août :
  - Grèce : le croiseur grec Elie (croiseur en protection du Président présent) coulé en rade de Tinos par un sous-marin de nationalité inconnue (en fait italien). L'incident est d'autant plus ressenti en Grèce, qu'il se déroule lors du pèlerinage qui a lieu tous les ans dans l'île de Tinos. Neuf jeunes marins de cette île sont morts noyés en compagnie de plusieurs de leurs camarades originaires de toute la Grèce. Le nom de ces marins est visible sur le lieu de commémoration sous le monastère Orthodoxe de Tinos, au sous-sol aux côtés d'un morceau de l'épave du Elie. Le 28 octobre 1940, le pays répond « Non » à l'ultimatum de Mussolini. Cette date deviendra une journée de fête nationale, le jour du « Non ».
- 19 août :
  - Somalie britannique : les Italiens occupent le port de Berbera.
- 20 août :
  - Part d'Angoulême un convoi de républicains espagnols : le convoi des 927. C'est le premier convoi de l'histoire de la Déportation en Europe. Les hommes de plus de 13 ans seront dirigés vers le camp de Mauthausen où très peu survécurent, les femmes et les enfants seront rendus à Franco. Ces réfugiés avaient été rassemblés dans les camps de la Combe aux Loups à Ruelle-sur-Touvre et des Alliers à Angoulême.
  - Discours de Churchill à la Chambre des communes : « Jamais dans toute l'Histoire, tant de gratitude n'a été due par un si grand nombre d'hommes à l'égard de si peu ! »
- 21 août :
  - Mexico : le révolutionnaire russe Léon Trotsky (°1879) est assassiné à coups de pic à glace par un agent de Staline, Ramon Mercader.
- 24 août :
  - Un bombardier allemand largue ses bombes par erreur sur Londres.
- 25 août :
  - En représailles, la RAF lâche quelques bombes sur Berlin. Hitler décida de bombarder les populations civiles des villes britanniques et plus particulièrement de Londres en guise de représailles.
- 26 août :
  - Afrique : sous l'impulsion de son gouverneur Félix Éboué, le Tchad se rallie à la France libre.
- 28 août :
  - Premier bombardement nocturne sur Londres, puis bombardement sur Berlin en réplique.
- 29 août :
  - À leur tour le Cameroun et le Congo rejoignent la France libre.
- 30 août :
  - L'Oubangui-Chari se rallie à de Gaulle.
  - Tokyo : signature d'un accord entre le gouvernement de Vichy et le Japon, par lequel la France reconnaît la situation prééminente de l'empire du Japon en Extrême-Orient et permet à l'armée japonaise d'utiliser le territoire indochinois pour mener des opérations contre la république de Chine.

#### Septembre 1940
- 4 septembre :
  - États-Unis : création du comité America First.
- 6 septembre :
  - France : arrestation du général Gamelin.
- 7 septembre :
  - Début de la 3e phase de la bataille d'Angleterre (voir 10 juillet et 13 août 1940) : début du Blitz, bombardements de Londres et des grandes villes anglaises (fin 21 mai 1941).
- 9 septembre :
  - début de l'invasion italienne de l'Égypte qui se termine le 16 septembre.
- 12 septembre :
  - France : découverte de la grotte de Lascaux (Dordogne).
- 13 septembre :
  - L'Italie envahit l'Égypte.
- 15 septembre :
  - Jour de la bataille d'Angleterre. Un assaut aérien massif est déclenché contre Londres ; les Allemands perdent de nombreux appareils.
- 22 septembre :
  - Invasion japonaise de l'Indochine qui se termine le 26 septembre et qui aboutit à l'occupation d'une partie de l'Indochine française par l'empire du Japon. Les forces japonaises attaquent la ville frontalière de Lang Son.
- 23 septembre :
  - Appuyé par la Royal Navy, le général de Gaulle tente de rallier à la France libre le grand port de Dakar, capitale du Sénégal et de l'Afrique-Occidentale française (AOF). Devant le refus des autorités de Vichy, la tentative va tourner à l'affrontement, avec de nombreux morts de part et d'autre. Finalement Français libres et Britanniques seront forcés de se retirer (se termine le 25 septembre).
- 24 septembre :
  - Coup de force japonais en Indochine française.
- 27 septembre :
  - Pacte tripartite entre le Japon, l’Italie et l’Allemagne dirigé contre les États-Unis et le Royaume-Uni.

#### Octobre 1940
- 2 octobre :
  - Les Allemands ordonnent la construction d’un mur autour du ghetto de Varsovie. Les habitants ne pourront plus en sortir sans un laissez-passer.
- 3 octobre :
  - Sans que les Allemands lui aient rien demandé, le gouvernement de Vichy promulgue une loi portant sur le statut des Juifs.
- 12 octobre :
  - Échec de la bataille d'Angleterre. Hitler renonce au projet d’invasion du Royaume-Uni, la Luftwaffe n’étant pas parvenue à dominer l’espace aérien britannique.
- 19 octobre
  - Le convoi HX-79, parti le 8 d'Halifax, perd douze de ses quarante-neuf cargos. Les deux journées du 18 et du 19, avec vingt-huit navires envoyés par le fond, sont les pires de toute la bataille de l'Atlantique.
- 22 octobre :
  - France : Pierre Laval rencontre Hitler à Montoire-sur-le-Loir.
- 23 octobre :
  - Entrevue d’Hendaye entre Hitler et Franco.
- 24 octobre :
  - France : le maréchal Pétain rencontre Hitler lors de l'entrevue de Montoire.
- 27 octobre :
  - Afrique : par le manifeste de Brazzaville, de Gaulle constitue un pouvoir politique véritablement organisé, et crée le Conseil de Défense de l'Empire.
- 28 octobre :
  - Les Italiens attaquent la Grèce. Ils essuient une série de revers (novembre-décembre). La Bataille de Grèce se termine le 30 avril 1941 par l'occupation de la Grèce par l'Allemagne.
- 30 octobre :
  - Pétain annonce la collaboration de la France avec l'Allemagne.

#### Novembre 1940
- 3 novembre :
  - Les Britanniques débarquent en Crète pour appuyer les Grecs contre l’Italie.
- 8 novembre :
  - Début de la Campagne du Gabon qui se termine le 12 novembre par la prise de Libreville par les Forces françaises libres.
- 9 novembre :
  - Mort de l'ancien Premier ministre britannique Neville Chamberlain (°1869), le chantre de la « politique d'apaisement ».
- 11 novembre :
  - Paris : manifestation des lycéens à l'Arc de Triomphe.
  - L'escadre britannique de Méditerranée, commandée par l'amiral sir Andrew Cunningham, accomplit un raid audacieux sur la flotte italienne en rade de Tarente. Au prix de la perte d'un seul avion, les Britanniques coulent trois cuirassés italiens, dont le très récent Littorio (deux seront renfloués plus tard). Cette opération, dont les Japonais s'inspireront pour leur raid sur Pearl Harbor, assurera la maîtrise de la Méditerranée aux Britanniques pour au moins un an.
- 12 novembre :
  - Visite de Molotov à Berlin.
- 14 novembre :
  - Royaume-Uni : violent bombardement allemand sur Coventry, opération Mondscheinsonate. Bien que de faible ampleur par rapport aux raids que les Alliés monteront eux-mêmes à partir de 1943, cette attaque marquera fortement les Britanniques.
- 20 novembre :
  - La Hongrie et la Roumanie adhèrent au pacte tripartite.

#### Décembre 1940
- 6 décembre :
  - Attaques allemandes sur Nauru qui visent à porter un coup d'arrêt à l'exportation du phosphate de Nauru, une petite île d'Océanie administrée depuis 1914 par l'Australie.
  - Début de la guerre franco-thaïlandaise : elle se termine le 9 mai 1941 par la « médiation » du Japon et aboutit à la cession par la France de trois provinces ouest du Cambodge et du Laos.
- 8 décembre :
  - Déclenchement de l'opération Compass, la contre-offensive britannique dans le désert de Libye menée à partir de l'Égypte. En deux mois (fin 9 février 1941) les forces du Commonwealth vont écraser une armée italienne pourtant bien supérieure en nombre.
- 13 décembre :
  - « Coup d'État » à Vichy : Pétain fait arrêter le chef du gouvernement, Pierre Laval (qui sera libéré par les Allemands). Laval sera d'abord remplacé par Pierre-Étienne Flandin, puis par l'amiral Darlan.
- 15 décembre :
  - Paris : l'Allemagne rend à la France la dépouille de Napoléon François Charles Joseph Bonaparte, dit Napoléon II, le roi de Rome ou encore l'Aiglon. Le corps du fils de Napoléon Ier avait été enterré à Vienne après sa mort en 1832 ; il va reposer désormais dans la crypte des Invalides, à côté du sarcophage de son père. La cérémonie franco-allemande, conçue pour coïncider avec le 100e anniversaire du retour des cendres de l'Empereur en France, se déroule dans une atmosphère glaciale, dans tous les sens du terme, en raison de la crise qui a éclaté entre le Reich et Vichy après le renvoi de Pierre Laval. Goguenards, les Parisiens murmurent : « Ils nous prennent le charbon et ils nous rendent les cendres ! »[1].
- 18 décembre :
  - Hitler fixe les plans de l'opération Barbarossa contre l'URSS.
- 22 décembre :
  - Royaume-Uni : Anthony Eden remplace lord Halifax comme ministre des Affaires étrangères. Lord Halifax deviendra le nouvel ambassadeur britannique à Washington.
- 23 décembre :
  - France : Jacques Bonsergent est fusillé à Vincennes par les nazis. Le seul "crime" de cet ingénieur de 28 ans est le fait d'avoir permis la fuite d'un jeune couple de ses amis qui, le 10 novembre, avait bousculé par mégarde un sous-officier de la Wehrmacht.
- 26 décembre :
  - France : l'amiral Darlan rencontre Hitler à La Ferrière-sur-Epte, au sud de Beauvais.
- 29 décembre :
  - Des bombardiers allemands infligent à Londres les plus grands dégâts que la capitale britannique ait subis depuis le grand incendie de 1666.

### 1941

#### Janvier 1941
- 2 janvier :
  - Londres : accusé à tort d'espionnage, l'amiral Muselier, chef des Forces navales et des forces aériennes de la France libre, est arrêté par les autorités britanniques, ce qui va provoquer la colère de de Gaulle.
- 4 janvier :
  - Paris : mort du philosophe Henri Bergson (°1859).
- 5 janvier :
  - Mort accidentelle de l'aviatrice britannique Amy Johnson.
  - Londres : libération de l'amiral Muselier.
  - Libye : chute de la forteresse italienne de Bardia.
  - Vichy : arrivée du nouvel ambassadeur américain, l'amiral Leahy. La nomination de Leahy auprès de Pétain témoigne de l'intérêt que Roosevelt porte à la France, car l'amiral est l'un de ses plus proches conseillers.
- 6 janvier :
  - Washington : Roosevelt prononce le Discours des quatre Libertés, par lequel il demande au Congrès l'adoption de la loi « prêt-bail » (Lend & Lease Act).
- 10 janvier :
  - Albanie : la bataille de Këlcyrë s'achève par une lourde défaite italienne.
  - Début de l'intervention allemande en Méditerranée : des bombardiers en piqué Stuka appartenant au 10e Fliegerkorps endommagent gravement le porte-avions britannique HMS Illustrious. Le navire se réfugie à Malte. Au cours des jours suivants, la Luftwaffe effectuera plusieurs assauts contre le port de La Valette pour tenter de l'achever.
- 11 janvier :
  - Le croiseur britannique HMS Southampton est coulé par la Luftwaffe en Méditerranée.
  - Libye : le colonel Jean Colonna d'Ornano, des Forces françaises libres, et le major britannique Clayton, du Long Range Desert Group, à la tête de moins d'une centaine d'hommes, attaquent Mourzouk, capitale du Fezzan. L'opération est un succès, d'Ornano est tué au combat.
- 12 janvier :
  - Prise de Tobrouk par les troupes britanniques et australiennes.
- 13 janvier :
  - Suisse : mort à Zurich de l'écrivain irlandais James Joyce (°1882).
- 18 janvier :
  - Le maréchal Pétain rencontre Pierre Laval à La Ferté-Hauterive, dans l'Allier.
- 19 janvier :
  - Début de l'offensive britannique contre les colonies italiennes d'Afrique de l'Est (Éthiopie, Érythrée, Somalie).
- 20 janvier :
  - Afrique de l'Est : escorté par le major britannique Orde Charles Wingate et sa « Force Gidéon », le négus Haïlé Sélassié Ier, empereur d'Éthiopie, accompagné de ses deux fils, retrouve le sol de sa patrie. Dans une proclamation, il appelle ses compatriotes à se soulever contre l'occupant italien.
- 24 janvier :
  - France : loi de Vichy créant un Conseil national de 192 membres. Comprenant des personnalités connues des arts, des sciences et de la politique comme Abel Bonnard, Henri Massis, Louis de Broglie, Louis Lumière, Alfred Cortot ou le cardinal Suhard, ce Conseil national, travaillant surtout en commissions, ne jouera pratiquement aucun rôle sur le plan politique.
- 29 janvier :
  - Athènes : mort du Premier ministre grec, le général Ioánnis Metaxás (°1871). Aléxandros Korizís, jusque-là gouverneur de la Banque hellénique, lui succède.

#### Février 1941
- 1er février :
  - URSS : le général G.K. Joukov remplace le général Kirill Meretskov au poste de chef d'état-major de l'armée soviétique.
- 3 février :
  - Érythrée : début de la bataille de Keren.
- 6 février :
  - Allemagne : le général Erwin Rommel, qui s'était illustré pendant la campagne de France à la tête de la 7e Panzerdivision, est désigné pour commander un corps expéditionnaire allemand destiné à venir en aide à l'armée italienne en pleine déroute en Libye.
- 7 février :
  - Libye : fin de la bataille de Beda Fomm, et capitulation de la Xe armée italienne, qui laisse entre les mains des forces du Commonwealth 20 000 prisonniers dont 6 généraux.
- 9 février :
  - Libye : une patrouille de reconnaissance du 11e Hussards britannique atteint El Agheila, à la frontière entre la Cyrénaïque et la Tripolitaine. El Agheila restera pour longtemps le point extrême de l'avance alliée en Afrique du Nord.
  - Vichy : démission de Pierre-Étienne Flandin. L'amiral Darlan lui succède comme vice-président du Conseil et ministre des Affaires étrangères.
  - États-Unis : Roosevelt prête serment pour son troisième mandat présidentiel.
- 11 février :
  - Mussolini rencontre le général Franco à Bordighera, près de la frontière française.
- 12 février :
  - Libye : arrivée du général Rommel à Tripoli.
- 15 février :
  - Libye : les premiers éléments du Deutsches Afrika Korps (DAK) défilent dans Tripoli, puis gagnent la région de Syrte.
- 25 février :
  - Pays-Bas : à Amsterdam et environs, le parti communiste organise une grève générale de deux jours (le 25 et le 26) contre la déportation des Juifs; première grève de protestation anti-nazi en toute l'Europe occupée; 120.000 participants, 9 morts dans les rues, 4 exécutions, grandes amendes pour les communautés concernées, centaines d'arrestations.
  - Mogadiscio, en Somalie italienne, est prise par des forces britanniques.
- 28 février :
  - Rome : l'ancien roi d'Espagne Alphonse XIII meurt, après avoir abdiqué en faveur de son petit-fils don Juan Carlos de Bourbon (qui deviendra effectivement roi après la mort de Franco).

#### Mars 1941
- 1er mars :
  - La Bulgarie adhère au pacte tripartite. 6 divisions allemandes (dont 3 blindées) appartenant à la XIIe armée du maréchal List franchissent le Danube et pénètrent dans le pays.
  - Libye : à la tête d'une colonne des FFL venue du Tchad, le colonel Leclerc s'empare du fort italien de l'oasis de Koufra, dans le sud-est du pays. Les Français libres y captureront un important butin. Le lendemain Leclerc prononcera ce qui est resté dans l'Histoire comme le serment de Koufra, jurant de ne pas déposer les armes avant que le drapeau français flotte à nouveau sur la cathédrale de Strasbourg. Il tiendra parole.
- 4 mars :
  - Raid des commandos britanniques sur les îles norvégiennes Lofoten.
- 6 mars :
  - Directive de Churchill dite « Bataille de l'Atlantique ».
- 8 mars :
  - Atlantique : le sous-marin allemand U-47, commandé par Günther Prien, est coulé par le destroyer HMS Wolverine au sud de l'Islande. Il n'y a aucun survivant. Gunther Prien (°1908) s'était rendu très célèbre en octobre 1939 en coulant le cuirassé britannique HMS Royal Oak en rade de Scapa Flow. Son tableau de chasse comportait 28 navires alliés, soit 230 000 tonnes.
  - Washington : le Sénat américain adopte la loi « prêt-bail » par 60 voix contre 31.
- 9 mars :
  - Albanie : l'armée italienne lance son « offensive de printemps », soutenue par un appui aérien massif.
- 11 mars :
  - Échec de l'offensive italienne en Albanie.
  - Libye : le 5e régiment de panzers termine son débarquement à Tripoli. Il dispose de 120 chars, dont 60 moyens. Pendant ce temps la division blindée italienne Ariete, équipée de 80 tanks, avance vers l'est.
  - Washington : promulgation de la loi « prêt-bail ».
- 17 mars :
  - Atlantique : au cours de l'attaque du convoi HX-112, deux des plus grands as allemands de la guerre sous-marine sont mis hors de combat par la flottille d'escorte commandée par le capitaine de frégate Donal Macintyre : il s'agit de Joachim Schepke, qui avec son U-100 a détruit trente cargos alliés (150 000 tonnes) et d'Otto Kretschmer, commandant de l' U-99 et champion des commandants d'U-Boote, avec quarante-quatre navires coulés soit 266 000 tonnes. Schepke meurt dans l'abordage de son bâtiment par le destroyer Vanoc, tandis que Kretschmer est capturé. Quand il sera informé de ce succès, Churchill télégraphiera au capitaine Macintyre : « Depuis le début la guerre, c'est la meilleure nouvelle reçue ».
- 19 mars :
  - Londres subit un de ses plus violents bombardements depuis le début de la guerre. On dénombre 750 tués.
- 24 mars :
  - Libye : la 5e division légère de l'Afrika Korps s'empare presque sans coup férir de la position britannique d'El Agheila. Pour gonfler ses effectifs, Rommel avait fait construire des chars en carton, sur des châssis de camions ; c'est la première des ruses de guerre qui lui vaudront son surnom de « Renard du désert ». Il s'agit de la première offensive de l'Afrika Korps.
- 25 mars :
  - La Yougoslavie adhère au pacte tripartite.
- 26 mars :
  - Yougoslavie : mécontente de l'adhésion du pays au pacte tripartite, la population défile dans les rues de Belgrade aux cris de « Mieux vaut la guerre que le Pacte ! Plutôt la mort que l'esclavage ! » Ce mouvement de protestation, soutenu par les Britanniques, touche aussi les syndicats, les paysans, l'Église et l'armée.
- 27 mars :
  - Coup d'État pro-allié en Yougoslavie. Le jeune prince Pierre monte sur le trône sous le nom de Pierre II. Furieux, Hitler convoque ses généraux et, par sa directive no 25, ordonne que la Yougoslavie soit « écrasée avec une rigueur impitoyable ». La principale conséquence de cette décision est que l'opération Barbarossa, l'invasion de l'URSS, devra être retardée de quatre semaines.
  - Érythrée : fin de la bataille de Keren. Après huit semaines de combats, durant lesquels l'armée italienne a fait preuve d'un mordant inhabituel, les troupes du Duce battent en retraite. Les forces du Commonwealth ont perdu durant les combats de Keren 536 tués et 3 229 blessés, les Italiens environ 3 000 tués et 4 000 blessés.
- 28 mars :
  - Méditerranée : au large du cap Matapan, la Royal Navy rencontre une escadre italienne et lui coule 3 croiseurs (Fiume, Pola et Zara).
- 29 mars :
  - Vichy : Xavier Vallat quitte le secrétariat général des Anciens Combattants pour prendre la direction du Commissariat général aux questions juives, nouvellement créé.
- 30 mars :
  - Adolf Hitler déclare à ses généraux que la guerre à l'Est sera une guerre d'extermination.
- 31 mars :
  - Libye : la 5edivision légère de l'Afrika Korps attaque les positions britanniques à Mersa-Brega.

#### Avril 1941
- 1er avril :
  - Afrique orientale : des troupes indiennes occupent Asmara, capitale de l'Érythrée.
  - Moyen-Orient : coup d'État pro-allemand en Irak. Le régent, l'émir Abdul al-Illah, est remplacé par le germanophile Cherif Charaf, qui prend Rachid Ali comme Premier ministre.
- 2 avril :
  - Allemagne : premier vol d'un avion à réaction, le biréacteur Heinkel He 280.
- 3 avril :
  - Hongrie : suicide du Premier ministre, le comte Pál Teleki (né en 1879), qui entend ainsi protester contre la participation de son pays à la prochaine invasion de la Yougoslavie par les forces de l'Axe.
- 4 avril :
  - Libye : les Allemands prennent Benghazi, capitale de la Cyrénaïque.
- 5 avril :
  - À Moscou, la Yougoslavie signe un traité d'amitié et de non-agression avec l'Union des républiques socialistes soviétiques
- 6 avril :
  - En riposte à la signature du traité d'amitié et de non-agression entre l'Union soviétique et la Yougoslavie, l'armée allemande, soutenue par des troupes italiennes, hongroises et bulgares, attaque la Yougoslavie (opération « Opus 25 ») et la Grèce (opération Marita).
  - Yougoslavie : violent bombardement de Belgrade par la Luftwaffe (opération Châtiment).
  - Libye : Richard O'Connor, l'un des plus brillants généraux britanniques et l'artisan des succès de l'hiver, ainsi que le Lieutenant général Philip Neame commandant de la Cyrénaïque sont capturés par les Allemands.
  - Éthiopie : les Britanniques libèrent Addis-Abeba tandis que les troupes belgo-congolaises de la Force Publique du Congo belge battent les Italiens au sud et obtiennent leur reddition à Asosa.
- 9 avril :
  - Grèce : après trois jours d'une vaillante résistance, les forces qui défendaient la ligne Metaxas capitulent, laissant 70 000 prisonniers aux mains des Italo-Allemands.
- 17 avril :
  - Capitulation de l'armée yougoslave. L'invasion de la Yougoslavie a été une promenade militaire (les Allemands n'ont compté que 151 tués et 15 disparus). Cette facile victoire ne laisse en rien présager l'horreur que va connaître ce pays jusqu'à sa libération à la fin de 1944, avec l'apparition de puissants mouvements de résistance provoquant en réaction une répression implacable de la part des forces d'occupation, le tout doublé d'une véritable guerre civile.
- 18 avril :
  - Début de la guerre anglo-irakienne entre le Royaume-Uni et le gouvernement nationaliste du royaume d'Irak (fin 30 mai 1941).
- 27 avril :
  - Athènes est occupée par des troupes allemandes. Le drapeau allemand flotte sur l'Acropole.

#### Mai 1941
- 5 mai :
  - Éthiopie : pour le cinquième anniversaire de l'occupation italienne d'Addis-Abeba, l'empereur Haïlé Sélassié Ier rentre triomphalement dans sa capitale.
- 7 mai :
  - L' U-110, grenadé, est ramené en surface ; une compagnie d'abordage du HMS Aubretia s'empare d'une machine Enigma et de ses codes, permettant aux Alliés de déchiffrer les communications des sous-marins allemands.
- 10 mai :
  - Rudolf Hess, numéro deux du régime nazi, est capturé en Écosse après avoir sauté hors de son avion. Il semble avoir eu l'intention de rencontrer des dirigeants britanniques afin de négocier la paix. Sur instruction de Hitler, la presse allemande affirma qu'il avait agi de sa propre initiative, et qu'il était atteint de troubles mentaux. Toute la lumière n'est pas faite sur ces faits ; et Rudolf Hess est mort dans la prison de Spandau en 1987 en emportant son secret dans la tombe.
- 11 mai :
  - Très violent bombardement allemand sur Londres.
  - L'amiral Darlan, vice-président du Conseil du gouvernement de Vichy, est reçu par Hitler à Berchtesgaden.
- 15 mai :
  - Libye : dans le cadre de l'opération Brevity, une contre-attaque à objectifs limités, les forces du Commonwealth reprennent Solloum et occupent la passe d'Halfaya.
- 18 mai :
  - Allemagne : le cuirassé Bismarck, portant la marque de l'amiral Lütjens, prend la mer avec le croiseur lourd Prinz Eugen pour gagner l'océan Atlantique et faire la chasse aux convois alliés (opération Rhein).
- 19 mai :
  - Méditerranée : les Britanniques évacuent leur aviation de Crète.
  - Éthiopie : fin de la bataille d'Amba-Alagi. Après quinze jours de résistance, ses troupes étant privées d'eau et de munitions et soumises à un bombardement incessant, le duc d'Aoste, vice-roi d'Éthiopie, capitule avec les 5000 hommes qui lui restent. Cette reddition met fin à la présence italienne en Afrique de l'Est, bien qu'une partie de l'armée du Duce continue à résister.
- 20 mai :
  - Déclenchement de l'opération Merkur : invasion aéroportée de la Crète par les Allemands qui s'opposent aux troupes britanniques, néo-zélandaises, australiennes et grecques pendant 10 jours (fin 31 mai 1941). Ce fut la dernière bataille de la campagne des Balkans.
  - Tokyo : l'espion soviétique Richard Sorge avertit Moscou que les nazis s'apprêtent à attaquer l'URSS entre le 20 et le 30 juin, avec près de 200 divisions.
- 23 mai :
  - Allemagne : directive de Göring à propos de l'exploitation économique de la Russie.
- 24 mai :
  - Au large de l'Islande, le cuirassé allemand Bismarck coule le croiseur de bataille britannique HMS Hood, le plus grand et l'un des plus beaux navires de la Royal Navy. Un obus allemand ayant touché sa soute à munitions, le HMS Hood explose et sombre très rapidement, entraînant avec lui tout son équipage sauf trois hommes.
- 25 mai :
  - Égypte : le général de Gaulle arrive au Caire.
  - France : pour la première fois la Fête des mères est célébrée officiellement.
- 27 mai :
  - Atlantique : la Royal Navy prend sa revanche : les cuirassés HMS King George V et HMS Rodney coulent le Bismarck dans l'Atlantique, à 650 km au nord-ouest de Brest (un doute subsiste si le navire allemand, touché, ne s'est pas sabordé).
  - France : début d'une grève de mineurs dans le Nord-Pas-de-Calais (zone occupée), qui durera jusqu'au 10 juin.
- 28 mai :
  - Paris : signature des protocoles Darlan-Warlimont, ouvrant aux Allemands de larges possibilités dans l'utilisation des ports français d'Afrique.
- 30 mai :
  - Irak : défaite de Rachid Ali. Les troupes britanniques occupent Bagdad, et réinstallent comme régent l'émir Abdul al-Illah.

#### Juin 1941
- 1er juin :
  - Fin de l'évacuation de la Crète par les forces britanniques. La Royal Navy a perdu 3 croiseurs et 6 destroyers durant la bataille de Crète. Les pertes des parachutistes allemands ont été très lourdes. L'Allemagne nazie ne lancera plus jamais d'opération aéroportée de cette envergure.
- 8 juin :
  - Début de la campagne de Syrie ou Opération Exporter qui vit l'invasion par les Alliés de la Syrie et du Liban, alors contrôlés par le gouvernement de Vichy, après que la région eut servi de support à des activités allemandes lors de la guerre anglo-irakienne. L'opération est menée sous le commandement en chef du général britannique Henry Maitland Wilson avec des troupes britanniques, indiennes, australiennes et françaises libres (fin 14 juillet 1941).
  - Les troupes coloniales belges remportent une victoire contre les Italiens sur la rivière Bortaï.

- 15 juin :

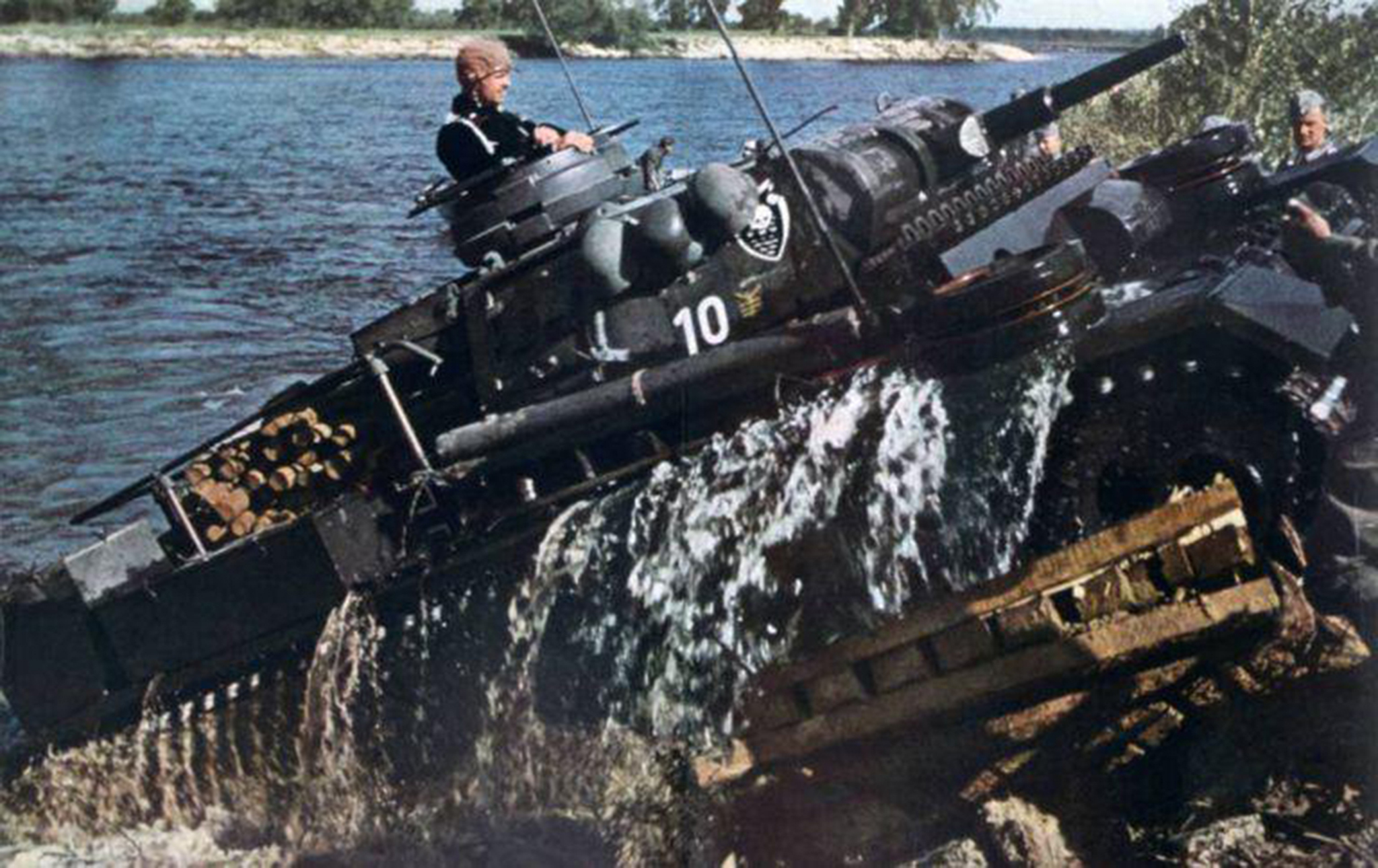
Ce cliché de l'un des panzers III de la 18e Panzerdivision franchissant, à l'aide du Schnorchel, la rivière du Boug occidental fut exploité dans les revues d'actualité allemandes. Le franchissement de la ligne de démarcation germano-soviétique qui séparait le Reich de l'URSS depuis l'invasion de la Pologne et son équivalente soviétique était éminemment symbolique pour l'opération Barbarossa ; la propagande se targua d'une première dans l'utilisation des véhicules amphibies.

  - Début de l'opération Battleaxe (fin 17 juin) conduite par l'armée britannique qui visait à chasser les armées allemande et italienne de l'est de la Cyrénaïque, afin notamment de lever le siège de Tobrouk. L'opération fut un échec, car l'assaut initial des forces britanniques se heurta à de solides positions défensives organisées par le général Erwin Rommel.
- 18 juin :
  - Signature d'un pacte de non-agression entre la Turquie et le Troisième Reich.
- 22 juin :
  - Hitler déclenche l'opération Barbarossa : la Wehrmacht envahit l'URSS; dans les jours suivants la Roumanie, la Hongrie et la Finlande déclarent aussi la guerre à l'Union soviétique. Le Royaume-Uni et les États-Unis s'engagent à aider l'URSS.
  - Front de l'Est : Début de la bataille de Minsk qui se terminera le 9 juillet.
  - Syrie : les forces britanno-gaullistes pénètrent à Damas.
- 23 juin :
  - La Slovaquie déclare la guerre à l'URSS.
- 24 juin :
  - Winston Churchill et Roosevelt promettent à l’URSS de l’aide dans la guerre contre les Allemands.
  - Les Allemands s’emparent des villes lituaniennes de Vilnius et de Kaunas.
- 26 juin :
  - La Finlande déclare la guerre à l'URSS.
- 27 juin :
  - La Hongrie déclare la guerre à l'URSS.
- 28 juin :
  - Front de l'Est : les troupes du Groupe d'armées Centre poursuivent leur avance et menacent Minsk, capitale de la Biélorussie.
  - L'armée finlandaise pénètre en Russie.
  - Lituanie : la police locale et des forçats libérés battent à mort des centaines de Juifs à Kaunas.
- 29 juin :
  - L'Albanie déclare la guerre à l'URSS.
  - Moscou : formation d'un comité d'État à la Défense comprenant Staline, Molotov, Malenkov, Vorochilov et Beria.
- 30 juin :
  - Rupture des relations diplomatiques entre l'URSS et le gouvernement de Vichy.

#### Juillet 1941
- 1er juillet :
  - Front de l'Est : Le Groupe d'armées Nord s'empare de Riga, grand port sur la mer Baltique et capitale de la Lettonie.
  - Le gouvernement de Vichy accepte le principe de la création d'une Légion des volontaires français (LVF) pour combattre sur le front de l'Est.
- 3 juillet :
  - URSS : à la radio soviétique, Staline appelle à la résistance contre l'envahisseur et ordonne la politique de la terre brûlée.
  - Les troupes coloniales belges, engagées contre les Italiens d'Abyssinie, reçoivent une offre de reddition de l'ennemI.
- 4 juillet :
  - Yougoslavie : le Croate Jozip Broz, dit Tito, proclame le début de la résistance yougoslave.
- 6 juillet :
  - Les troupes coloniales belges du général Gilliaert font leur entrée victorieuse dans Saïo, recevant la reddition italienne du général Pietro Gazzera.
- 8 juillet :
  - Le royaume de Yougoslavie est dissous par l'Axe.
- 9 juillet :
  - Front de l'Est : chute de Minsk.
- 10 juillet :
  - Front de l'Est : Début de la bataille de Smolensk qui se terminera le 10 septembre
  - Front de l'Est : Début de la Bataille d'Uman qui se terminera le 8 août
- 15 juillet :
  - Départ pour le front de l'Est des premiers éléments de la division espagnole Azul (division Bleue). Cette division d'environ 18 000 hommes est composée exclusivement de volontaires, l'Espagne franquiste n'étant pas en guerre avec l'URSS.
  - Front de l'Est : Lors de la bataille de Smolensk, première utilisation par l'Armée rouge des lance-fusées Katioucha, les fameuses « orgues de Staline ».
- 16 juillet :
  - Front de l'Est : les Allemands pénètrent dans Smolensk.
- 17 juillet :
  - Hitler étudie en conférence à Berlin une première version du Generalplan Ost.
- 31 juillet :
  - Allemagne : directive de Göring à Heydrich, chef de la police et de la Gestapo : «…Je vous charge par la présente de procéder à tous les préparatifs nécessaires relatifs aux mesures organisationnelles, techniques et matérielles, pour organiser la solution finale de la question juive dans la sphère d'influence allemande en Europe. »
  - Extrême-Orient : les troupes japonaises occupent l'Indochine française.

#### Août 1941
- Août :
  - Les troupes allemandes découvrent le premier charnier du massacre de Katyń (4 500 officiers et personnes de l'élite polonaise exhumés au printemps 1943)
- 3 août :
  - Allemagne : Mgr von Galen, évêque de Münster, dénonce dans son sermon dominical les assassinats de personnes handicapées perpétrés par les nazis.
- 7 août :
  - Bengale : mort à Santiniketan, près de Bolpur, du poète et philosophe indien Rabindranath Tagore (°1861), prix Nobel de littérature en 1913.
- 8 août :
  - Front de l'Est : la poche d'Ouman est résorbée par les Allemands, qui capturent 103 000 soldats soviétiques.
  - Front de l'Est : Début de la bataille de Kiev qui se terminera le 26 septembre.
  - Front de l'Est : Début du siège d'Odessa qui se terminera le 16 octobre
  - Bruxelles : Léon Degrelle, chef du mouvement rexiste, part pour le front de l'Est en uniforme allemand, à la tête des volontaires de sa légion Wallonie.
- 9 août :
  - Canada : Churchill et Roosevelt commencent une conférence de trois jours, plus tard appelée conférence de l'Atlantique, à bord du croiseur américain USS Augusta et du cuirassé britannique HMS Prince of Wales, ancrés au large de Terre-Neuve. Les deux chefs d'État souhaitent harmoniser leurs objectifs et leur politique.
- 12 août :
  - Allemagne : la directive no 34 de Hitler cesse provisoirement de désigner Moscou comme objectif principal de l'Barbarossa, et lui substitue Leningrad au nord, l'Ukraine, la Crimée et Kharkov au sud.
  - Vichy : l'amiral Darlan devient le nouveau ministre de la Défense nationale et de l'Empire.
- 14 août :
  - Canada : à bord du cuirassé HMS Prince of Wales ancré au large d'Argentia à Terre-Neuve, Churchill et Roosevelt signent la Charte de l'Atlantique, une déclaration en huit points rappelant « les principes touchant à la civilisation du monde » et visant à « évoquer un avenir meilleur pour le monde ».
- 15 août :
  - Front de l'Est : les Allemands occupent l'Ukraine.
- 20 août :
  - URSS : appliquant les consignes de Staline de la terre brûlée, les Russes détruisent le barrage Lenin Dnieprogues, à Zaporojie sur le Dniepr, pour éviter sa capture par les Allemands. C'était le plus grand complexe hydroélectrique du monde.
  - Rafle du 11e arrondissement à Paris
- 21 août :
  - Paris : Pierre Georges (alias « Colonel Fabien ») tue l'enseigne de vaisseau Alfons Moser, de la Kriegsmarine, sur un quai de la station de métro Barbès-Rochechouart.
- 24 août :
  - Allemagne : devant les protestations de la population allemande, Hitler ordonne l'arrêt de l'opération T4, concernant l'euthanasie des malades mentaux et des invalides. Elle a déjà fait 70 273 victimes depuis septembre 1939. Cependant l'euthanasie des détenus des camps de concentration se poursuivra.
- 25 août :
  - Invasion anglo-soviétique de l'Iran (fin 17 septembre). Le but de l'invasion était de sécuriser les champs pétroliers britanniques à Abadan et de garantir une route de ravitaillement vers l'URSS en lutte contre l'Allemagne nazie sur le Front de l'Est. Bien que l'Iran ait déclaré sa neutralité, son souverain affichait des sympathies pour les Forces de l'Axe. Durant cette occupation, il fut déposé et remplacé sur le trône par son jeune fils Reza Pahlavi.

#### Septembre 1941
- 8 septembre :
  - Front de l'Est : le siège de Léningrad commence.
- 17 septembre :
  - à la suite de l'invasion anglo-soviétique de l'Iran, le Shah Mohammed Reza Pahlavi devient le nouvel empereur d'Iran. Il succède à son père Reza Pahlavi, forcé à abdiquer par les Alliés, qui le jugeaient trop germanophile.
- 19 septembre :
  - Front de l'Est : les Allemands s'emparent de Kiev en ruines.
- 24 septembre :
  - Front de l'Est : Début de la campagne de Crimée qui se terminera le 4 juillet 1942.
- 26 septembre :
  - le haut commandement allemand annonce la capture de 665 000 prisonniers au cours des combats de Kiev. Ce chiffre est sans doute exagéré. On estime les pertes totales soviétiques (tués et prisonniers) durant la bataille de Kiev à environ 500 000 hommes.
- 29 septembre :
  - Front de l'Est : Massacre de Babi Yar, en Ukraine, les nazis tuent plus de 33 000 Juifs de Kiev.

#### Octobre 1941
- 2 octobre :
  - Front de l'Est : la Wehrmacht lance l'opération Taifun, la grande offensive contre Moscou.
- nuit du 2 au 3 octobre :
  - France : Attentats contre des synagogues de Paris en octobre 1941
- 4 octobre :
  - Vichy : Acte constitutionnel no 10, instituant le serment de fidélité des fonctionnaires au maréchal Pétain.
  - Vichy : promulgation de la charte du Travail qui interdit les grèves et les lock-out.
  - Washington : les États-Unis suspendent toute livraison de pétrole au Japon.
- 6 octobre :
  - Front de l'Est : Début de la Bataille de Briansk (en)
- 7 octobre :
  - Front de l'Est : le Groupe d'armées Centre de von Bock s'empare de Berdiansk, fermant ainsi la poche de Viazma et capturant 600 000 prisonniers soviétiques.
  - Front de l'Est : En Ukraine les SS massacrent 17 000 Juifs près de Rovno.
- 8 octobre :
  - Front de l'Est : au sud de Moscou, les forces de Guderian prennent Orel.
- 12 octobre :
  - Front de l'Est : au terme de très durs combats, le GA Centre pénètrent dans Briansk.
  - URSS : les civils - femmes et enfants - commencent à évacuer Moscou.
- 13 octobre :
  - Front de l'Est : l'Armée rouge évacue Viazma. Les Allemands occupent Kalouga, à 165 km au sud-ouest de Moscou.
- 14 octobre :
  - Front de l'Est : les panzers du général Hoth s'emparent de Kalinine, au nord-ouest de Moscou.
- 16 octobre :
  - Front de l'Est : fin du siège d'Odessa.
- 20 octobre :
  - Front de l'Est : Début de la première bataille de Kharkov
- 21 octobre :
  - Front de l'Est : Fin de la bataille de Briansk
- 24 octobre :
  - Front de l'Est : Fin de la première bataille de Kharkov
- 27 octobre :
  - Front de l'Est : L'armée roumaine massacre les Juifs d'Odessa.
- 30 octobre :
  - Front de l'Est : Siège de Sébastopol jusqu'au 4 juillet 1942.

#### Novembre 1941
- 1er novembre :
  - Front de l'Est : les Allemands lancent une grande offensive vers Rostov et le Caucase.
  - URSS : le maréchal Chapochnikov devient le chef d'état-major général de l'Armée rouge.
- 2 novembre :
  - Front de l'Est : la Wehrmacht s'empare de Koursk, à 250 km au nord de Kharkov.
- 5 novembre :
  - Moscou : Maksim Litvinov, ancien commissaire du peuple aux Affaires étrangères, devient ambassadeur d'URSS à Washington.
- 7 novembre :
  - Front de l'Est : au cours de la nuit du 6 au 7, la température chute brusquement. Cette arrivée du froid est d'abord bien accueillie par les Allemands, car elle met fin à la « saison de la boue ».
- 12 novembre :
  - France : le général Charles Huntziger (°1880) trouve la mort dans un accident d'avion près du Vigan (Gard).
- 13 novembre :
  - Front de l'Est : la température en Russie tombe à −20 °C. Le fameux « général hiver » arrive enfin à la rescousse de Staline et de l'URSS. L'hiver 1941-42 va être le plus froid depuis un siècle. Cette irruption brutale d'un froid glacial va, en quelques jours, provoquer de terribles pertes au sein d'une Wehrmacht absolument pas équipée pour faire face à de telles conditions climatiques.
- 14 novembre :
  - Méditerranée : le porte-avions britannique HMS Ark Royal est torpillé et coulé par le sous-marin U-81.
- 16 novembre :
  - Front de l'Est : par une température de -−20 °C, l'offensive allemande contre Moscou reprend. Cinquante divisions allemandes passent à l'attaque.
- 17 novembre :
  - Allemagne : le général Ernst Udet, directeur technique de la Luftwaffe, se suicide. Né en 1896, ancien as de la Grande guerre et acrobate aérien, Udet était un homme d'action, certainement pas un bureaucrate ni un planificateur. Les problèmes de la Luftwaffe, aggravés par l'autorité brouillonne de Göring, le dépassèrent complètement.
- 18 novembre :
  - Libye : déclenchement de l'opération Crusader, offensive de la VIIIe armée britannique destinée à récupérer le terrain conquis par l'Afrikakorps de Rommel et à dégager Tobrouk.
- 22 novembre :
  - Mort de l'as de la Luftwaffe Werner Mölders (né en 1913). Son avion a heurté une cheminée d'usine à Breslau, alors qu'il se rendait aux obsèques d'Ernst Udet.
- 23 novembre :
  - À Auschwitz, première utilisation des chambres à gaz pour tuer des Juifs.
- 25 novembre :
  - Méditerranée : le cuirassé britannique HMS Barham est coulé par le sous-marin U-331 au large de la Libye. 841 officiers et marins périssent dans le naufrage.

#### Décembre 1941
- 1er décembre :
  - France : entrevue Pétain-Göring à Saint-Florentin dans l'Yonne.
  - Pacifique : l'escadre de l'amiral Nagumo reçoit le mot d'ordre « Niitaka Yama Nobore » (« Escaladez le mont Niitaka »), confirmant l'attaque contre Pearl Harbor.
  - L'état d'urgence est décrété en Malaisie. Hong Kong est mise en état d'alerte.
- 2 décembre :
  - Front de l'Est : les Allemands ne sont plus qu'à quelques kilomètres du Kremlin, le cœur de Moscou.
- 3 décembre :
  - Front de l'Est : le maréchal Walter von Reichenau remplace von Rundstedt au commandement du Groupe d'armées Sud.
- 4 décembre :
  - La température descend à −37 °C en Russie.
- 5 décembre :
  - Front de l'Est : Hitler stoppe l'offensive allemande contre Moscou pour la durée de l'hiver.
- 6 décembre :
  - Front de l'Est : déclenchement d'une contre-offensive soviétique, d'abord dans le secteur de Moscou (sous les ordres de Joukov), puis sur l'ensemble du front.
  - Le Royaume-Uni (bientôt imité par les Dominions) déclare la guerre à la Finlande, à la Hongrie et à la Roumanie.
  - Washington : le président Roosevelt lance un appel personnel à la paix à l'empereur Hirohito.
- 7 décembre :
  - Attaques aériennes japonaises sur Pearl Harbor : Une escadre japonaise commandée par l'amiral Nagumo, et comprenant entre autres 6 porte-avions (Akagi, Kaga, Hiryu, Soryu, Shōkaku et Zuikaku) et 2 cuirassés, s'est approchée discrètement au nord-ouest des îles Hawaii, et a lancé une attaque-surprise sur la flotte américaine ancrée dans la rade de Pearl Harbor. Le cuirassé USS Arizona est coulé et plusieurs autres sont gravement endommagés, mais les porte-avions américains sont saufs. C'est l'un des événements majeurs de la guerre, qui va précipiter l'Amérique dans le conflit.
  - Allemagne : le maréchal Keitel signe le décret « Nacht und Nebel » (« Nuit et Brouillard »), concernant la répression des mouvements de résistance dans les territoires occupés.
- 8 décembre :
  - Discours du « Jour de l'infamie » de Roosevelt et le Congrès déclare la guerre au Japon
  - début de la Bataille de Malaisie.
- 10 décembre :
  - Au large de la Malaisie britannique, l'aviation japonaise coule deux navires de ligne britanniques : le vieux croiseur de bataille HMS Repulse, et le récent cuirassé HMS Prince of Wales. 840 marins britanniques, dont l'amiral sir Tom Phillips, périssent dans ce désastre.
- 11 décembre :
  - L'Allemagne et l'Italie déclarent la guerre aux États-Unis.
- 16 décembre :
  - L'USS Swordfish coule le premier navire japonais de la guerre.
- 19 décembre :
  - Méditerranée : nouveaux désastres pour la Royal Navy. Par un raid sur des torpilles humaines, un commando de plongeurs italiens coulent les cuirassés HMS Queen Elizabeth et HMS Valiant en rade d'Alexandrie (les deux navires pourront être renfloués, mais l'opération prendra des mois). D'autre part, 3 croiseurs et 1 contre-torpilleur britannique explosent après avoir heurté des mines. Après ces nouvelles pertes, le Mediterranean Squadron de l'amiral Cunningham est réduit à quelques croiseurs et destroyers.
  - Allemagne : après avoir destitué le maréchal von Brauchitsch, commandant en chef de l'armée de terre depuis février 1938, Hitler prend personnellement le commandement de l'armée allemande, et ordonne de se battre « sans esprit de recul ».
  - Front de l'Est : le maréchal von Bock, chef du Groupe d'armées Centre, demande à être remplacé « pour raisons de santé ». Hitler nomme à sa place le maréchal von Kluge.
  - Allemagne : Josef Goebbels fait appel à la population allemande pour qu'elle envoie des vêtements chauds aux soldats qui se battent sur le front russe.
- 22 décembre :
  - Washington : ouverture de la conférence Arcadia.
- 24 décembre :
  - Des éléments des Forces navales françaises libres débarquent dans l'archipel de Saint-Pierre-et-Miquelon, et provoquent le ralliement de ce territoire à la France libre. Cet évènement va provoquer une crise grave entre Washington et le général de Gaulle ; en effet, les Américains avaient signé avec Vichy à l'été 1940 un modus-vivendi « gelant » la situation des territoires français d'Amérique, et ils n'apprécièrent pas du tout que les Français libres se permettent d'intervenir dans ce qu'ils considéraient comme leur chasse gardée.
- 31 décembre :
  - fin de la Bataille de Malaisie et repli des forces britanniques sur l'île de Singapour.

### 1942

#### Janvier 1942
- 1er janvier :

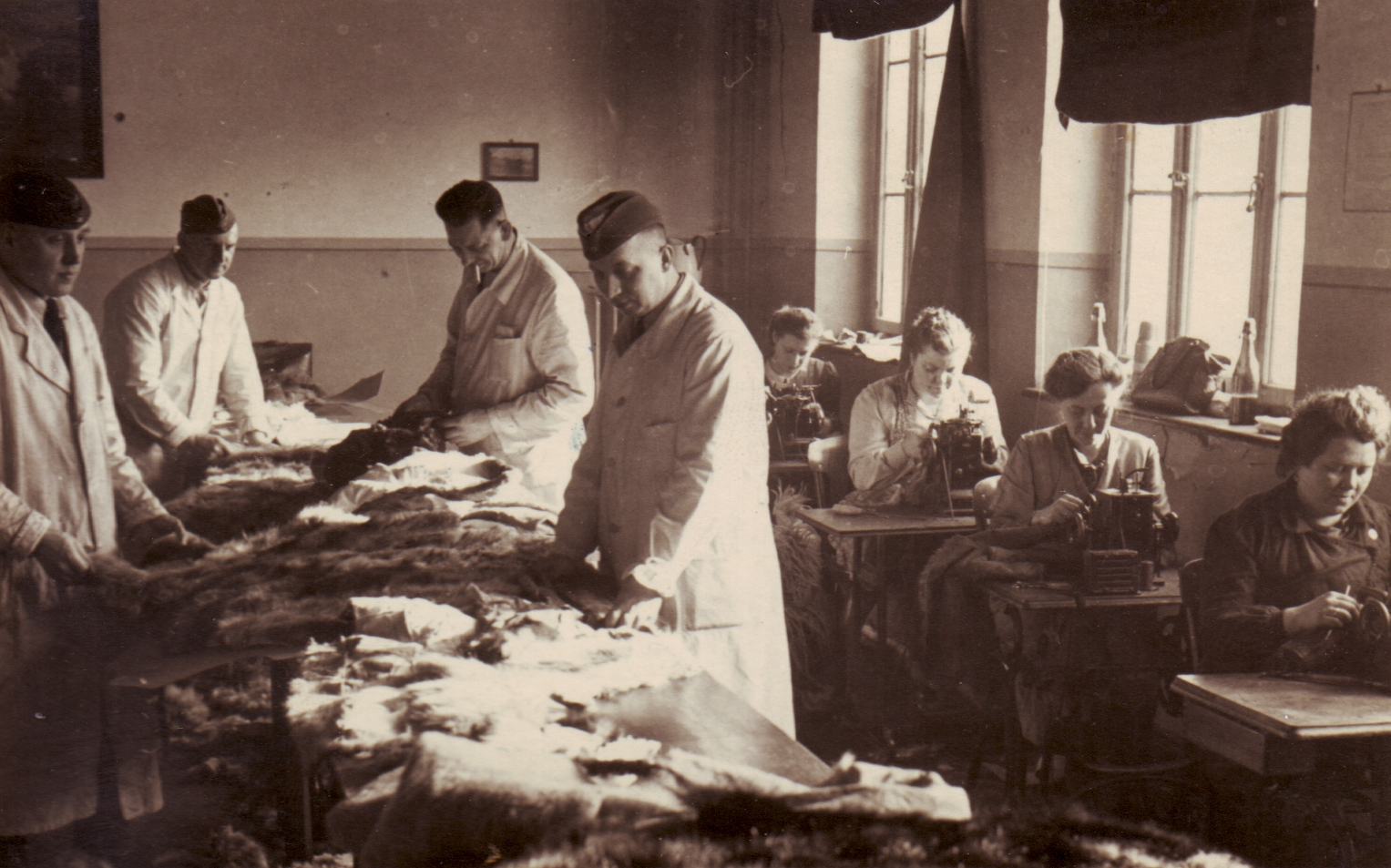
Atelier de confection de fourrures pour le front russe, de janvier à mars 1942. Des soldats allemands en uniformes d'été, qu'ils détenaient depuis le lancement de Barbarossa en juin 1941, étaient morts par -50 °C dans les faubourgs de Moscou. En conséquence, l'OKH a ordonné les directives de la guerre d'hiver pour rééquiper l'armée de terre.

  - France : parachutage de Jean Moulin en zone libre.
- 5 janvier :
  - Front de l'Est : contre l'avis du général Joukov, Staline ordonne une contre-offensive générale sur l'ensemble du front.
- 6 janvier :
  - Annonce du Victory Program par Franklin Roosevelt.
- 8 janvier : 
  - Front de l'Est : Début de l'offensive Sychyovsk–Vyazma (ru)
  - Front de l'Est : Batailles de Rjev
- 9 janvier:
  - Front de l'Est : Début de l'offensive Toropets–Kholm
- 10 janvier:
  - Front de l'Est : Début de l'offensive Mozhaysk–Vyazma connu sous le nom d'Opération Jupiter
- 15 janvier :
  - Rio de Janeiro : ouverture de la conférence panaméricaine. Excédé par les attaques des sous-marins allemands contre ses navires de commerce, le gouvernement brésilien annonce qu'il rompt ses relations diplomatiques avec les pays de l'Axe.
- 17 janvier :
  - Front de l'Est : mort (d'une crise cardiaque) du maréchal Walter von Reichenau (°1884), commandant du GA Sud de la Wehrmacht. C'était un officier compétent, mais contrairement à un certain nombre de ses collègues, il était proche des thèses nazies. Il avait appliqué les consignes de Hitler concernant le caractère idéologique de la guerre à l'Est avec une rigueur impitoyable, ce pourquoi d'ailleurs il était particulièrement apprécié du Führer.
- 18 janvier:
  - Front de l'Est : Début de l'offensive aéroportée de Viazma
- 20 janvier :
  - Berlin : Reinhard Heydrich, chef du RSHA, préside la conférence de Wannsee, qui réunit une quinzaine de dignitaires nazis. Le but de cette conférence est d'organiser la « Solution finale du problème juif » en Europe, c'est-à-dire la déportation à l'Est et l'extermination des Juifs d'Europe. Un procès-verbal est rédigé par Adolf Eichmann.
- 22 janvier :
  - Royaume-Uni : mort à Bath de Walter Sickert, peintre impressionniste britannique d'origine allemande (°1860). Considéré comme l'un des peintres britanniques les plus importants de son époque, il a parfois été soupçonné d'être le fameux criminel Jack l'Éventreur.
- 23 janvier:
  - Front de l'Est : Début du siège de la poche de Kholm (fin 5 mai)

#### Février 1942
- 8 février :
  - Mort dans un accident d'avion du Dr Fritz Todt (°1891), ministre du Reich pour l'Armement et les munitions et fondateur de l'organisation Todt. Hitler, qui se méfiait des spécialistes, nomma pour le remplacer son architecte favori, Albert Speer (qui avait failli prendre le même avion). Speer se révéla être un excellent organisateur, au point qu'on a pu dire que son action a prolongé la guerre d'un an.
  - Front de l'Est : Début du siège de la poche de Demiansk (fin 1er mai)
- 15 février :
  - Capitulation de la colonie britannique de Singapour devant l'armée japonaise. La chute de Singapour est un évènement d'une importance considérable, dont le retentissement dépasse même le cadre du présent conflit. C'est l'un des piliers de l'Empire britannique qui s'écroule, et cette défaite est d'autant plus humiliante pour les Britanniques que la forteresse de Singapour était réputée imprenable (personne n'avait songé au Royaume-Uni qu'on puisse l'attaquer par voie de terre, car la jungle était jugée impénétrable par des unités militaires). En humiliant ainsi les Blancs et en prouvant qu'ils n'étaient pas invincibles, les Japonais vont ébranler les fondements même sur lesquels étaient bâtis les empires coloniaux des puissances européennes. La prise de Singapour s'accompagne de massacres commis par les soldats nippons, en particulier à l'égard de la population chinoise. Plus de 10 000 personnes sont tuées.
- 19 février :
  - Le sous-marin Surcouf, appartenant aux FNFL, est heurté dans la nuit par un cargo américain en mer des Caraïbes, alors qu'il faisait route vers le Pacifique. Il disparaît avec les 126 membres de son équipage. Le Surcouf était le plus grand sous-marin du monde (sa désignation officielle était d'ailleurs « croiseur sous-marin »). D'un déplacement de 3 300 tonnes, il était armé de 2 pièces de 203 mm et 6 tubes lance-torpilles.
  - L'opération « Si un jour… » (If Day en anglais) est une invasion nazie simulée de la ville canadienne de Winnipeg dans le Manitoba et ses alentours. Elle fut organisée par le comité des obligations de guerre du Grand Winnipeg mené par l'influent homme d'affaires J. D. Perrin. Cet événement reste le plus grand exercice militaire jamais organisé à Winnipeg. Ce simulacre d’invasion aura un retentissement dans tout le continent américain ainsi qu’en Grande-Bretagne
- 28 février:
  - Front de l'Est : fin de l'offensive Mozhaysk–Vyazma (Opération Jupiter)

#### Mars 1942
- 3 mars :
  - Kenya : mort en captivité à Nairobi du prince Amédée II de Savoie-Aoste, 3e duc d'Aoste, ancien vice-roi d'Éthiopie (°1898). Confronté à la mission très difficile (en l'absence de toute possibilité d'envoi de renforts ou de ravitaillement) de défendre l'Afrique orientale italienne contre les offensives britanniques, il s'était acquitté avec honneur de sa tâche, ne capitulant que quand toute résistance était devenue impossible. Alliés comme adversaires saluèrent la conduite de ce parfait gentleman. Le duc d'Aoste est mort de maladie (tuberculose et malaria).
  - France : premier bombardement de la RAF sur Paris, visant les établissements Renault de Billancourt. À partir de cette date, tout l'ouest parisien sera la cible de l'aviation alliée. L'année 1943 sera particulièrement meurtrière pour les civils.
  - Front de l'Est : opération Rjev
- 11 mars :
  - Philippines : à la demande de Roosevelt, le général MacArthur quitte Bataan aux Philippines pour l'Australie.
- 17 mars :
  - Arrivé en Australie, le général MacArthur prend le commandement des forces alliées du Pacifique Sud-Ouest. Il déclare que son objectif essentiel est de sauver les Philippines. « J'en suis venu et j'y retournerai », promet-il.
- 28 mars :
  - France : raid des commandos britanniques sur le port de Saint-Nazaire. Le but de ce raid était la destruction de la forme-écluse qui avait servi pour la construction du Jean-Bart et qui, parmi les ports de l'Atlantique, était seule capable de recevoir le cuirassé allemand Tirpitz. Pour atteindre leur objectif, les Britanniques enfoncèrent la porte de l'écluse avec le vieux destroyer HMS Campbeltown, bourré d'explosifs. L'explosion détruisit la forme-écluse et fit 400 victimes parmi les Allemands mais aussi au sein de la population civile française, provoquant en outre d'énormes dégâts dans le port. Les pertes des commandos britanniques s'élevèrent à 169 morts.
- 31 mars :
  - Front de l'Est : Fin de l'offensive Sychyovsk–Vyazma (ru)

#### Avril 1942
- 10 avril :
  - Début de la « Marche de la mort de Bataan » imposée aux Américains et à leurs alliés philippins par l'Armée impériale japonaise.
- 18 avril :
  - Raid de Doolittle : 16 B-25 décollent de l'Hornet pour aller bombarder Tokyo dans le but de venger l'attaque de Pearl Harbor. Le raid fait prendre conscience aux Japonais que le pays n'est pas hors de portée des attaques des bombardiers américains. En conséquence, ils s'attaquent en priorité aux porte-avions américains, ce qui mène à l'attaque de Midway au début de juin.
- 20 avril:
  - Front de l'Est : Fin de l'offensive Sychyovsk–Vyazma (ru)
- 27 avril :
  - Référendum sur la conscription au Canada. Le pays vote oui à 63 %, le Québec vote non à 71 %

#### Mai 1942
- Mai :
  - Lancement dans le nord de la Chine de la Politique des Trois Tout (三光作戦, Sankō Sakusen?, « tue tout, brûle tout, pille tout »), une stratégie de la terre brûlée par laquelle l'armée japonaise, selon l'historien Mitsuyoshi Himeta, exterminera environ 2,7 millions de civils en 3 ans. Mise en place des premiers maquis en Grèce.
- 1er mai :
  - Front de l'Est : Fin du siège de la poche de Demiansk
- 4-8 mai :
  - Bataille de la mer de Corail. C'est la première bataille « porte-avions contre porte-avions » de l'Histoire. Bien que s'achevant par une victoire tactique japonaise (les Japonais n'ont perdu que le petit porte-avions Shoho alors que le porte-avions lourd USS Lexington a été coulé), il s'agit en fait du premier coup d'arrêt à l'expansion nippone. En effet la force d'invasion de Port-Moresby a dû faire demi-tour. D'autre part, les porte-avions Shokaku et Zuikaku ont subi des dommages qui les empêcheront de participer à la prochaine opération japonaise contre les îles Midway. Du côté américain, le porte-avions USS Yorktown a été gravement endommagé, mais les arsenaux de Pearl Harbor accompliront des prodiges pour le remettre en état le plus rapidement possible.

- 5 mai :

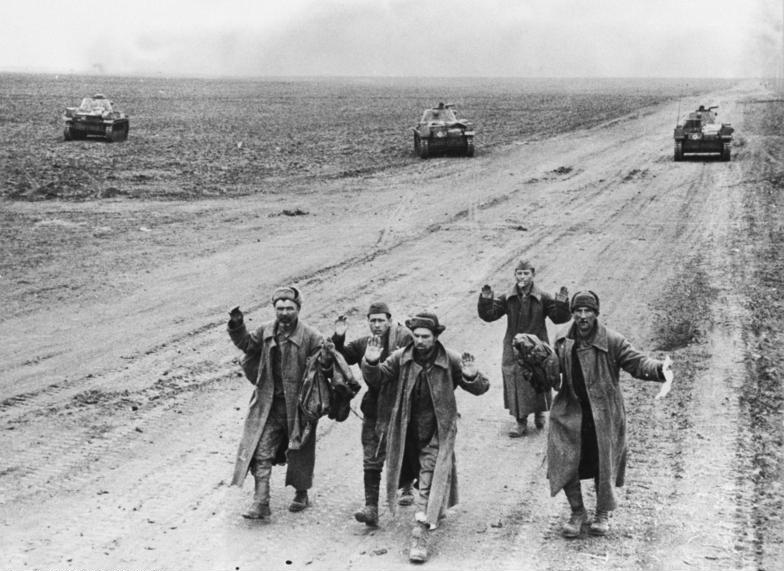
Prélude à l'opération Fall Blau, l'attaque de Crimée sur la péninsule de Kertch occasionne une défaite locale de l'Armée rouge ; cinq soldats soviétiques se rendent sur cette photo prise en mai 1942.

  - Craignant que l’Inde se retrouve isolée, les forces britanniques mènent l’opération Ironclad, appelée également bataille de Madagascar ou bataille de Diego-Suarez. C’est une invasion amphibie de la colonie française de Madagascar, à Diego-Suarez, commandée par le gouverneur général vichyste Armand Annet (fin 8 novembre 1942).
  - Front de l'Est : Fin du siège de la poche de Kholm
- 8 mai :
  - Front de l'Est : la XIe armée allemande (groupe d'armées Sud) se lance à l'assaut de la péninsule de Kertch.
- 15 mai :
  - Front de l'Est : les forces allemandes percent le front de Crimée et occupent la ville de Kertch, ce qui oblige les Soviétiques à évacuer la péninsule de Kertch. Le front de Crimée n'existe plus.
- 26 mai :
  - Début de la Bataille de Bir Hakeim. Bir Hakeim est une oasis desséchée au milieu du désert de Libye, auprès duquel avait jadis existé un fortin turc. Pendant seize jours, du 26 mai au 11 juin 1942, la première brigade française libre du général Kœnig y résista aux attaques des armées motorisées italiennes et allemandes (l'Afrika Korps) du général Rommel. Le répit ainsi gagné par les Français libres permit aux Britanniques, en mauvaise posture, de se replier et de triompher par la suite à El Alamein.
- 27 mai :
  - Tchécoslovaquie : attentat mortel contre Reinhard Heydrich, Reichsprotektor de Bohême-Moravie, chef de la police et du RSHA (les Services centraux de sûreté du Reich). Heydrich était considéré par les Alliés comme l'un des dirigeants nazis les plus dangereux. C'était aussi l'un des rares qui pouvaient être atteints, car, très sûr de lui, il se déplaçait sans protection particulière. C'est pourquoi une dizaine de résistants tchèques et slovaques, dont Josef Valčík, Jan Kubiš et Jozef Gabčík, furent formés en Écosse en vue de son assassinat, avant d'être parachutés par la RAF dans leur pays.

#### Juin 1942
- 1er juin :
  - Front de l'Est : les troupes allemandes tentent de s’infiltrer dans Rovno. Parties d'Eupatoria, en Crimée, deux vagues de bombardiers soviétiques, avec escorte, composées entre autres de 6 Pe-8, 3 TB-3 Aviamatki, accompagnées 12 Yak-1 SPB et 6 I-16 attaquent le port roumain de Constanța, et attaquent les bateaux et réservoirs de carburant coulant les destroyers Marasti et Regele Ferdinand.
- 2 juin :
  - Front de l'Est : En mer Baltique, le sous-marin soviétique L-1 est coulé par l'aviation allemande au large de Pillau. À Ventspils un convoi naval soviétique parvient à débarquer de l'infanterie de marine et à évacuer des blessés. 25 000 ouvriers de Minsk, sont réquisitionnés pour creuser des tranchées et des fossés anti-chars.
- 4 juin :
  - Tchécoslovaquie : Heydrich meurt des blessures subies lors de l'attentat du 27 mai (°1904). Beau, courageux, sportif (c'était un escrimeur de niveau olympique et un pilote accompli), musicien de talent, Reinhard Heydrich incarnait l'Aryen parfait tel que le rêvaient les idéologues nazis. C'était aussi un homme totalement impitoyable, parfaitement amoral et d'une ambition illimitée. Intelligent et travailleur, capable à l'occasion d'utiliser d'autres méthodes que la répression brutale si cela servait ses desseins, il était avant tout soucieux d'efficacité. Il avait déjà réuni d'immenses pouvoirs entre ses mains. S'il n'avait pas été tué dans cet attentat, il n'est pas certain qu'il aurait supporté encore longtemps d'être sous l'autorité de Himmler.
- 4-7 juin :
  - Victoire américaine à la bataille navale de Midway. Midway est le tournant de la guerre du Pacifique. La marine impériale japonaise subit une défaite écrasante dont elle ne se relèvera jamais, perdant 4 des 6 porte-avions qui avaient participé à l'attaque de Pearl Harbor (Akagi, Kaga, Hiryu, Soryu) avec leurs pilotes expérimentés, ainsi que le croiseur lourd Mikuma. De leur côté les Américains perdent le porte-avions Yorktown.
- 9 juin :
  - Berlin : funérailles nationales de Heydrich. Lors de l'oraison funèbre qu'il prononce, Hitler déclare que le chef du RSHA était un « homme au cœur de fer ».
- 10 juin :
  - Tchécoslovaquie : à titre de représailles contre la mort de Heydrich, les Allemands massacrent entièrement la population du village de Lidice, soit 340 personnes. La répression se poursuivra durant tout l'été, et fera au total environ un millier de morts.
- 28 juin :
  - Front de l'Est : déclenchement de l'offensive d'été de la Wehrmacht, l'opération Fall Blau (opération Code bleu). D'une année sur l'autre les moyens de l'armée allemande ont beaucoup décru, aussi l'offensive ne concerne-t-elle que la partie sud du front, de Koursk à la mer d'Azov. Néanmoins, les Allemands ont concentré dans ce secteur des effectifs très importants en hommes et en matériel. De plus, la Wehrmacht conserve encore sa supériorité tactique sur l'Armée rouge. Aussi, dans un premier temps, l'attaque va rencontrer de grands succès, et les formations soviétiques qui reçoivent de plein fouet le choc de la Blitzkrieg de nouveau triomphante vont être annihilées.
- 30 juin :
  - Front de l'Est : après vingt-quatre jours de violents combats, les Soviétiques commencent à évacuer Sébastopol.

#### Juillet 1942
- 2 juillet-23 juillet :
  - Front de l'Est : Opération Seydlitz (ru). Opération allemande dans la région de Smolensk et de Tver
- 3 juillet :
  - Pacifique Sud : Guadalcanal tombe aux mains des Japonais. Les Japonais commencent à construire un aérodrome dans cette île de l'archipel des Salomon.
- 4 juillet :
  - Front de l'Est : la Wehrmacht s'empare de Sébastopol.
- 16 juillet :
  - Paris : rafle du Vel d'Hiv. 9 000 policiers et gendarmes français exécutent la plus grande rafle jamais organisée dans la capitale. 12 884 Juifs étrangers (3 031 hommes, 5 802 femmes et 4 051 enfants) seront au total interpelés. Les Allemands espéraient capturer une trentaine de milliers de Juifs, mais l'aide de la population voire de policiers eux-mêmes permettra à un certain nombre de s'échapper. Les célibataires et les couples sans enfants sont envoyés au camp de Drancy, tandis que les familles (soit 7 000 personnes environ) sont entassées pendant plusieurs jours dans des conditions épouvantables au vélodrome d'Hiver. Tous seront déportés ensuite en Allemagne ou en Pologne. Seuls quelques centaines de survivants, dont une trentaine d'enfants, reviendront des camps de la mort en 1945. La rafle du Vel d'Hiv demeure un des pires exemples de la collaboration franco-allemande.
- 25 juillet :
  - Front de l'Est : Début de la Bataille du Caucase qui se terminera le 12 mai 1944.
- 30 juillet-22 août :
  - Front de l'Est : Première offensive Rjev-Sytchiovka (ru)

#### Août 1942
- 7 août :
  - Pacifique Sud : les soldats de la 1re division de Marines débarquent à Guadalcanal sans rencontrer de résistance. Par contre, ils devront livrer de sévères combats pour s'emparer des îles voisines (Gavutu, Tanambogo et Tulagi).
- 9 août :
  - Pacifique Sud : bataille de l'île de Savo : c'est la première des six batailles navales qui, d'août 1942 à février 1943, vont se dérouler dans les eaux de Guadalcanal. Au cours d'une brillante action nocturne, les croiseurs japonais de l'amiral Mikawa coulent 4 croiseurs lourds alliés (1 australien et 3 américains) et endommagent gravement 1 croiseur lourd et 1 destroyer américains. Mais ils manquent l'occasion de détruire la flotte de transport.
- 10 août :
  - Pacifique Sud : le sous-marin américain S-44 venge partiellement l'honneur allié en coulant le croiseur japonais Kako.
- 19 août :
  - France : Débarquement de Dieppe (ou opération Jubilee) : tentative ratée de débarquement des Alliés en France occupée sur le port de Dieppe. Cette opération laisse un goût amer aux Canadiens car les troupes engagées furent décimées alors que la tournure des opérations aurait dû faire annuler l'opération rapidement.
- 20 août :
  - Début de la bataille de Stalingrad.

#### Septembre 1942
- 1er septembre :

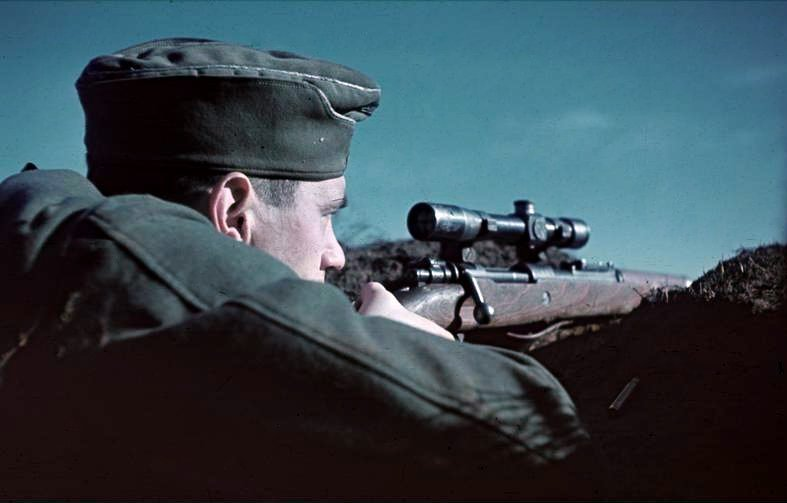
Un tireur d'élite de l'armée allemande à son poste de tir en septembre 1942. L'assaut sur Stalingrad bat son plein.

  - Front de l'Est : Début des combats pour Stalingrad qui est maintenant encerclée par des forces allemandes.

#### Octobre 1942
- 23 octobre :
  - Début de l'offensive victorieuse britannique à la bataille d'El Alamein. La bataille se décompose en deux opérations LightFoot et Supercharge et se termine le 3 novembre.

#### Novembre 1942
- 8 novembre :
  - Débarquement des Alliés dans les territoires français d'Afrique du Nord (Protectorat du Maroc et Algérie française), c'est l'opération Torch. Ce débarquement marque le tournant de la guerre sur le front occidental, conjointement avec les victoires britanniques d'El Alamein et soviétique de Stalingrad. La prise d'Alger se fait en un jour grâce à la résistance française[2], alors qu'à Oran et au Maroc, les généraux de Vichy accueillent les Alliés à coups de canon, tout en livrant le Protectorat français de Tunisie aux Allemands sans aucune résistance, déclenchant ainsi la campagne de Tunisie. La reddition des troupes françaises vichystes au Maroc eut lieu le 11 novembre.
- 9 novembre :
  - Début de l'arrivée de troupes allemandes en Tunisie avec le soutien de l'amiral français Jean-Pierre Estéva.
- 11 novembre :
  - France : occupation de la « Zone libre » par les Allemands.
- 17 novembre :
  - Début de la campagne de Tunisie qui opposent les forces allemandes et italiennes aux forces alliées composées principalement d'Américains, de Britanniques et d'un petit nombre de Français. La campagne se termine le 13 mai 1943 par la défaite complète des Allemands.
- 19 novembre :
  - Front de l'Est : offensive soviétique sous le commandement du maréchal Joukov aboutissant à l'encerclement des troupes nazies à Stalingrad (fin 2 février 1943).
- 25 novembre :
  - Front de l'Est : seconde offensive de Rjev-Sytchiovka lancée par les forces soviétiques contre les troupes allemandes dans un saillant à proximité de Moscou (fin 20 décembre 1942).
  - Front de l'Est : bataille de Velikié Louki jusqu'au 20 janvier 1943
- 27 novembre :
  - Toulon : sur l'ordre de l'Amirauté du Régime de Vichy, la flotte française se saborde, pour ne pas tomber aux mains des Allemands. Sauf quelques exceptions, elle refuse ainsi également de rejoindre les Alliés pour que la France conserve son statut de neutralité conformément à l'armistice du 22 juin 1940.

#### Décembre 1942
- 1er décembre :
  - L'Empire éthiopien déclare la guerre à l'Allemagne, l'Italie et le Japon.
- 12 décembre-23 décembre :
  - Front de l'Est : Opération Wintergewitter de la 4e armée de Panzer pour rompre l'encerclement de la 6e armée allemande durant la bataille de Stalingrad. Elle parvint à mi-chemin de son objectif avant qu'un mouvement de flanc de l'Armée rouge plus au nord, ne la force à rebrousser chemin, scellant le sort de la 6e armée.
- 16 décembre :
  - Front de l'Est : opération Saturne lancée par l'Armée rouge sur le Caucase et le Donbass, qui déboucha sur des batailles au nord du Caucase et dans le bassin du Don. L'état-major soviétique lance ainsi une série d'offensives durant l'hiver afin de profiter de la situation offerte par le succès de l'opération Uranus lancée le 19 novembre 1942.
- 24 décembre :
  - Afrique du Nord : l'amiral Darlan est abattu à Alger par le jeune patriote Bonnier de La Chapelle.
- 31 décembre :
  - Bataille de la mer de Barents : Une force navale allemande comprenant le cuirassé de poche Lützow (ex Deutschland), le croiseur lourd Hipper et 6 contre-torpilleurs attaque le convoi JW51B. L'escorte du convoi réussit à repousser les assaillants, au prix de la perte du mouilleur de mines HMS Bramble. Puis l'intervention des croiseurs HMS Sheffield et HMS Jamaica contraint les Allemands à la retraite, après qu'ils ont perdu un contre-torpilleur. Le piteux résultat de cet engagement rendra Hitler fou de rage, et il menacera d'envoyer toute la flotte allemande de surface à la ferraille, ce qui conduira le chef de la Kriegsmarine, l'amiral Erich Raeder, à la démission.

### 1943

#### Janvier 1943
- 12 janvier-27 janvier :
  - Front de l'Est : Début de la troisième phase de l'offensive hivernale soviétique après l'opération Uranus et l'opération Saturne, dans le cadre des campagnes militaires sur le front de l'est. Déclenchée dans la région du cours supérieur du Don, elle conduit en quelques jours à la défaite complète du contingent roumain, allié de l'Allemagne nazie et implique dans la catastrophe militaire le corps alpin italien.
- 12 janvier-30 janvier :
  - Front de l'Est : opération Iskra
- 13 janvier :
  - Hitler proclame la « guerre totale »[réf. nécessaire].
- 14 janvier :
  - Ouverture à Anfa d’une conférence réunissant Churchill et Roosevelt, qui décide que les Alliés débarqueront en Italie en 1943 et en France en 1944. L’Allemagne, l’Italie et le Japon devront capituler sans conditions.
- 20 janvier :
  - Front de l'Est : fin de la bataille de Velikié Louki
- 24 janvier :
  - Hitler ordonne à ses troupes de se battre jusqu'à la mort contre les Soviétiques pour briser la résistance soviétique à Stalingrad
- 30 janvier :
  - Allemagne : le chef de la Kriegsmarine, l'amiral Erich Raeder, donne sa démission pour protester contre le projet de Hitler de désarmer la flotte allemande de surface. Nommé le lendemain, son successeur, l'amiral Karl Dönitz (qui jusque-là commandait les sous-marins), fera revenir le Führer sur cette décision, en lui démontrant le peu de bénéfice économique d'une telle mesure, en comparaison de son impact moral désastreux.
  - Allemagne : Ernst Kaltenbrunner succède à Reinhard Heydrich (mort le 4 juin 1942) à la tête du RSHA.

#### Février 1943
- 2 février :
  - Victoire soviétique à Stalingrad (la bataille aura duré près de 6 mois) : capitulation de la VIe armée allemande de Friedrich Paulus sur le front de l'Est.
- 9 février :
  - Les Japonais se replient de Guadalcanal. Le Quartier général impérial commence à envisager la possibilité d'une défaite. Les Américains disposent désormais d’une base importante pour la protection de l’Australie et la reconquête du Pacifique Nord.
- 10 février-13 février :
  - Font de l'Est : bataille de Krasny Bor
- 16 février-15 mars :
  - Front de l'Est : Troisième bataille de Kharkov
- 18 février :
  - Allemagne : au Sportpalast de Berlin, devant 15 000 personnes enthousiastes, Josef Goebbels prononce un discours sur le thème « Guerre totale pour une guerre victorieuse ». Il termine par cette phrase involontairement prophétique : « Maintenant levez-vous! et que la tempête se déchaîne ! »

#### Mars 1943
- 1er mars-30 mars
  - Font de l'Est : Opération « Büffel » (en) consistant en une série de retraites des troupes allemandes dans le saillant de Rjev afin de raccourcir la ligne de front également appelée Troisième offensive sur Rjev-Sychyovsk.
- 13 mars :
  - Un sous-marin italien de la classe Marconi coule le paquebot Empress of Canada au large de Freetown en Afrique de l'Ouest, 392 morts

#### Avril 1943
- 4 avril :
  - La Royal Air Force bombarde les usines Krupp à Essen ainsi que les usines Renault de Boulogne-Billancourt.
- 18 avril :
  - Pacifique : l’avion de l'amiral Yamamoto Isoroku est abattu par les Américains au-dessus de Buin, dans les îles Salomon.
- 19 avril :
  - Début de l'insurrection du ghetto de Varsovie
  - Attaque du vingtième convoi de déportés de Belgique

#### Mai 1943
- 5 mai :
  - point culminant de la bataille de l'Atlantique : l'attaque du convoi ONS-5 par quarante-et-un U-Boote se termine par la perte de dix-huit des sous-marins allemands. L'amiral Dönitz donne l'ordre aux sous-marins d'interrompre leurs opérations.
- 27 mai :
  - création et première réunion du Conseil National de la Résistance, à Paris, rue du Four.
- 28 mai :
  - mort de Berthy Albrecht à Fresnes.
- 30 mai :
  - reddition sans condition des forces de l'Axe en Tunisie marquant une première victoire totale et définitive des Alliés sur le sol africain avec environ 180 000 prisonniers de l'Axe.
- 12-27 mai :
  - la conférence Trident à Washington entérine le principe d’un débarquement sur les côtes françaises. Churchill en fait repousser la réalisation au printemps 1944.
- 30 mai :
  - Charles de Gaulle s'installe à Alger

#### Juin 1943
- 10 juin :
  - Début de la campagne d'Italie : invasion par les forces britanniques de l'île italienne de Pantelleria et de l'île de Lampedusa.
- 21 juin :
  - Arrestation de Jean Moulin, Raymond Aubrac, et d'autres résistants à Caluire-et-Cuire, près de Lyon

#### Juillet 1943
- 5 juillet :
  - Front de l'Est : début de l'opération Citadelle, contre-offensive allemande dont le but est de « liquider » le saillant de Koursk. Les Soviétiques connaissaient le plan de l'attaque grâce à leurs services secrets, et ils ont donc préparé une défense sur plusieurs lignes, tandis que des forces très importantes étaient prêtes à contre-attaquer.
- 8 juillet :
  - Jean Moulin, chef de la Résistance française, meurt des suites des tortures subies, durant son transfert en Allemagne (° 1899).
- 10 juillet :
  - Campagne d'Italie : débarquement des Alliés en Sicile (fin 17 août).
- 12 juillet :
  - Front de l'Est : près de Prokhorovka se déroule l'une des plus grandes batailles de chars de l'Histoire. Malgré leurs nouveaux blindés Tiger, Panther et Elefant, les Allemands ne parviennent pas à enfoncer le front russe.
  - L'armée soviétique lance une contre-offensive dans le secteur du saillant d'Orel.
- 13 juillet :
  - Hitler ordonne l'arrêt de l'opération « Citadelle ».
- 23 juillet-14 août :
  - Front de l'Est : Bataille de Belgorod (en)
- 24 juillet :
  - L'Opération Gomorrah commence : des avions britanniques et canadiens bombardent Hambourg la nuit, les Américains le jour. À la fin de l'opération en novembre, 9 000 tonnes d'explosifs ont tué plus de 30 000 personnes et détruit 280 000 bâtiments.
  - Rome : par 19 voix contre 8 et 1 abstention, le Grand Conseil du fascisme, malgré l'opposition de Mussolini, vote une motion proposée par le comte Dino Grandi réclamant le retour du roi Victor-Emmanuel III à la tête des forces armées, dans l'intérêt du pays.
- 25 juillet :
  - Rome : convoqué par le roi, Mussolini est remplacé à la tête du gouvernement italien par le maréchal Badoglio, et emprisonné. Quand la nouvelle du renversement de Mussolini est connue, des manifestations de joie éclatent dans toute l'Italie.
- 28 juillet :
  - Opération Gomorrah - Les Britanniques bombardent Hambourg causant une tempête de feu qui tue 42 000 civils allemands.
- 30 juillet :
  - Front de l'Est : Bataille de la Mious (ru)

#### Août 1943
- 3 août-23 août :
  - Front de l'Est : Quatrième bataille de Kharkov
- 7 août-2 octobre :
  - Front de l'Est : Bataille de Smolensk
- 17 août :
  - Conférence Quadrant réunie à Québec entre Winston Churchill et Franklin Roosevelt (à laquelle participe le Canadien Mackenzie King et le Chinois T.V. Soong, représentant du Guomindang). Le débarquement dans le nord de la France est prévu pour le 1er mai 1944 et sera complété par un débarquement dans le sud du pays. Pour diminuer la pression allemande du côté de l’Union soviétique, les Alliés décident aussi d’un débarquement sur la péninsule italienne, l’objectif étant la capitulation sans condition de l’Italie.
- 24 août-23 décembre :
  - Front de l'Est : Offensive soviétique sur le Dniepr

#### Septembre 1943
- 3 septembre :
  - Débarquement allié en Italie, à Reggio de Calabre. C'est le début de la campagne d'Italie.
  - Le gouvernement de Badoglio signe avec les Alliés un armistice secret qui doit prendre effet le 8 septembre.
- 8 septembre :
  - Proclamation de la capitulation de l'Italie. Les Allemands réagissent en désarmant et en internant les troupes italiennes. Dans l'île grecque de Céphalonie, des combats opposent les anciens partenaires de l'Axe. Environ 15 000 soldats italiens prisonniers seront massacrés par les Allemands.
- 9 septembre :
  - Italie : les Américains lancent l'opération Avalanche contre Salerne, et les Britanniques l'opération Slapstick, contre Tarente.
- 10 septembre :
  - La flotte italienne capitule, et rejoint l'île de Malte. Une « bombe planante » allemande coule le cuirassé Roma.
  - La Wehrmacht occupe Rome. Les Italiens, qui avaient cru un peu trop rapidement que la guerre était finie pour eux, doivent déchanter.
- 11 septembre :
  - Italie : les Allemands sont maîtres de tout le centre et le nord de la péninsule. Près de 700 000 soldats italiens ont été désarmés, et dirigés vers des camps de prisonniers en Allemagne.
- 12 septembre :
  - Italie : Benito Mussolini, qui était retenu prisonnier au Gran Sasso, est libéré par un raid audacieux des commandos allemands commandés par Otto Skorzeny. Après avoir rencontré Hitler, Mussolini prendra la tête de la République sociale italienne (encore appelée république de Salo).
- 25 septembre :
  - Désireux d'améliorer ses relations avec les Alliés, Franco ordonne le rapatriement de la division Azul, qui combat sur le front de l'Est. Au total environ 47 000 volontaires espagnols (et aussi quelques centaines de Portugais) ont servi en Russie. Sur ce chiffre près de 5 000 ont été tués. Malgré le rappel de la division, un certain nombre de volontaires continueront le combat aux côtés des Allemands, parfois en s'engageant dans la Waffen SS, jusque dans les ruines de Berlin.

#### Octobre 1943
- 2 octobre :
  - Front de l'Est : Fin de la Bataille de Smolensk
- 3 octobre-22 décembre :
  - Front de l'Est : Seconde bataille de Kiev
- 9 octobre :
  - Front de l'Est : Fin de la Bataille du Caucase
- 12 octobre-13 octobre :
  - Front de l'Est : Bataille de Lenino
- 13 octobre :
  - L'Italie déclare la guerre à l'Allemagne.
- 18 octobre :
  - Troisième conférence de Moscou entre les Alliés (fin le 11 novembre).

#### Novembre 1943
- 20 novembre :
  - Opération Galvanic : débarquement américain sous le commandement de l’amiral américain Nimitz dans les îles Gilbert occupés par les Japonais. Après trois jours de combats très durs, les Marines s’emparent de Betio (sur l'atoll de Tarawa), Makin (aujourd'hui Butaritari), Abemama et les atolls environnants (fin 23 novembre).
- 22 novembre :
  - Conférence du Caire, qui réunit Churchill, Roosevelt et Tchang Kaï-chek. Les Alliés s’engagent à intervenir contre les Japonais en Birmanie. Il est décidé que le Japon devra restituer après la défaite tous les territoires conquis.
- 28 novembre :
  - La conférence de Téhéran, qui réunit pour la première fois Joseph Staline, Franklin Roosevelt et Winston Churchill commence (fin le 1er décembre). De nombreuses discussions ont été consacrées au plan de débarquement en France (opération Overlord), fixé au printemps 1944. La question territoriale polonaise n’est pas résolue, pas plus que celle de l’organisation future de l’Allemagne, pour laquelle différents plans de démembrement sont envisagés.

#### Décembre 1943
- 22 décembre :
  - Front de l'Est : Fin de la seconde bataille de Kiev
- 24 décembre :
  - Le général Eisenhower est nommé commandant en chef des forces alliées qui débarqueront en Normandie
  - Front de l'Est : Début de l'offensive soviétique Dniepr-Carpates (Fin 14 avril 1944)
  - Front de l'Est : Début de l'Offensive Jytomyr–Berdytchiv (Fin 14 janvier 1944)
- 26 décembre :
  - Le croiseur de bataille allemand Scharnhorst est coulé au large du cap Nord par une formation de la Royal Navy comprenant le cuirassé HMS Duke of York et les croiseurs lourds HMS Belfast, HMS Norfolk et HMS Sheffield. Repéré par les radars britanniques alors qu'il pourchassait le convoi JW55, le Scharnhorst fut d'abord attaqué par les trois croiseurs, avant que les canons de 356 mm du Duke of York ne viennent l'achever. Sur les 1900 membres de son équipage, il n'y eut que 36 survivants.

### 1944

#### Janvier 1944
- 4 janvier :
  - Début de la bataille de Monte Cassino en Italie.
- 5 janvier-16 janvier :
  - Front de l'Est : offensive Kirovohrad (en).
- 11 janvier :
  - Italie : le comte Ciano, ancien ministre des Affaires étrangères italien et gendre du Duce, est fusillé à Vérone pour haute trahison. Quatre autres dignitaires fascistes sont exécutés en même temps que lui.
- 14 janvier :
  - Front de l'Est : fin de l'offensive Jytomyr–Berdytchiv débuté le 24 décembre 1943.
  - Front de l'Est : début de l'Offensive Leningrad–Novgorod (fin le 1er mars).
  - Front de l'Est : début de l'offensive Krasnoye Selo–Ropsha (fin le 30 janvier).
  - Front de l'Est : offensive Novgorod-Louga (ru).
- 22 janvier :
  - Débarquement d'Anzio en Italie.
- 24 janvier : Création de la 20e division SS de grenadiers
- 24 janvier-16 février :
  - Front de l'Est : début de la bataille de la poche de Korsoun-Tcherkassy
- 27 janvier :
  - Front de l'Est : fin du siège de Léningrad.
- 27 janvier-11 février :
  - Front de l'Est : opération Rivno-Loutsk (ru).
- 30 janvier-29 février :
  - Front de l'Est : offensive Nikopol-Krivoi Rog (en).

#### Février 1944
- 1er février-1er mars :
  - Front de l'Est : début de l'offensive Kingisepp–Gdov.
- 2 février-10 août :
  - Front de l'Est : bataille de Narva.
- 18 février-1er mars :
  - Front de l'Est : offensive Staraya Russa-Novorjev (ru).
- 22 février :
  - Bombardement de Stockholm par l'aviation soviétique.

#### Mars 1944
- 4 mars-17 avril :
  - Front de l'Est : offensive Nikopol-Tchernivtsi (ru).
- 5 mars-17 avril :
  - Front de l'Est : offensive Ouman–Botosani en Moldavie sur le territoire roumain.
- 6 mars-18 mars :
  - Front de l'Est : opération Beresnehuwate-Snihourivka (ru).
- 15 mars-5 avril :
  - Front de l'Est : opération Polésie (ru).
  - ▪︎24 Mars : Evasion de 76 prisonniers Anglais Américain et Français du Stalag Luft ||| ( inspirant le film la grande evasion )
- 26 mars :
  - Miliciens et Allemands donnent l'assaut au maquis des Glières en Haute-Savoie.
- 26 mars-19 avril :
  - Front de l'Est : offensive Odessa (ru).

#### Avril 1944
- 1er avril-2 avril :
  - Massacre d'Ascq.
- 8 avril-6 juin :
  - Front de l'Est : début de la première offensive Jassy–Kishinev (en).
- 9 avril-12 avril :
  - Front de l'Est : première bataille de Târgu Frumos (en).
- 10 avril :
  - Front de l'Est : les Soviétiques reprennent Odessa.
- 12 avril :
  - Front de l'Est : bataille de Podu Iloaiei (en).
- 13 avril :
  - Front de l'Est : occupation de Budapest par la Wehrmacht.
  - Inde: l'explosion d'un navire britannique chargé de munitions dans le port de Bombay provoque la mort de 800 à 1 300 personnes.
- 14 avril :
  - Front de l'Est : fin de l'offensive soviétique Dniepr-Carpates débutée le 24 décembre 1943.

#### Mai 1944
- 2 mai-8 mai :
  - Front de l'Est : seconde bataille de Târgu Frumos (en).
- 8 mai :
  - Le jour-J pour l'opération Overlord est fixé au 5 juin.
  - Le territoire de l'URSS (dans ses frontières de 1938) est complètement libéré.
- 18 mai :
  - Le deuxième corps polonais du général Anders prend le Monte Cassino.

#### Juin 1944
- 3 juin : Proclamation du Gouvernement provisoire de la République française à Alger par le général de Gaulle.
- 5 juin :
  - Les forces alliées entrent dans Rome.
  - Les généraux de la 7e armée allemande, qui occupe et stationne en Normandie, sont convoqués à Rennes pour un kriegsspiel[3]
- 6 juin :
  - L'opération Overlord est lancée par les Alliés, pour créer un autre front, en Europe de l'Ouest, et libérer la Normandie (D Day). 176 000 hommes débarquent sur les côtes normandes.
  - Front de l'Est : fin de la première offensive Jassy–Kishinev (en).
- 7 juin :
  - Tragédie de Castelculier et de Saint-Pierre-de-Clairac perpétrée par des SS de la 2e division SS Das Reich sous la direction de la gestapo d'Agen.
- 9 juin :
  - France : pendaison de 99 habitants de Tulle (Corrèze) par les SS de la division Das Reich sous les ordres du général Heinz Lammerding.
- 10 juin :
  - France : massacre des habitants d'Oradour-sur-Glane (Haute-Vienne) par les mêmes SS de la division Das Reich sous les ordres du commandant Adolf Diekmann. Des éléments de la division SS qui remontaient vers le nord et qui avaient eu des accrochages avec des partisans, s'arrêtent dans le village d'Oradour-sur-Glane, près de Limoges. Là, à titre de représailles, ils fusillent toute la population masculine, et brûlent vifs les femmes et les enfants dans une église, tuant au total 642 personnes, soit presque toute la population du village.
  - France : massacre d'Ussel.
- 12 juin :
  - Le Premier ministre britannique Winston Churchill visite les plages du débarquement.
- 15 juin :
  - Opération de la guerre du Pacifique qui a pour objectif la conquête des îles Mariannes. Le choix des Mariannes comme cible était fortement influencé par l'introduction récente de la superforteresse B-29 dont l'autonomie de 9 000 km désignait les Mariannes comme une base idéale pour bombarder Tokyo à quelque 2 400 km. Au cours de l'opération ont eu lieu la bataille de Saipan, la bataille de Tinian, la bataille de Guam et la bataille de la mer des Philippines (fin 10 août).
- 22 juin-19 août :
  - Offensive générale soviétique (opération Bagration) visant à nettoyer de toute présence militaire allemande la République socialiste soviétique biélorusse. C'est la plus grande opération militaire de l'année 1944.

#### Juillet 1944
- 5 juillet-20 juillet :
  - Front de l'Est : offensive Vilnius.
- 9 juillet :
  - Normandie : les ruines de Caen sont libérées par les Britanniques après de terribles bombardements.
- 16 juillet :
  - Cédant aux pressions de membres influents de son entourage comme ses frères Yasuhito Chichibu, Nobuhito Takamatsu, certains de ses oncles et le prince Fumimaro Konoe, Hirohito congédie le Premier ministre Hideki Tōjō et le remplace par Kuniaki Koiso.
- 17 juillet :
  - Sa voiture ayant été attaquée par un chasseur-bombardier allié, le maréchal Rommel est gravement blessé.
- 20 juillet :
  - Opération Walkyrie : attentat contre Hitler à son QG de la « Wolfsschanze » (« Tanière du loup »), en Prusse-Orientale. Le colonel comte Claus von Stauffenberg a placé une bombe qui a explosé, et tué plusieurs officiers, mais le Führer lui-même n'a été que légèrement blessé. Il mettra sa survie sur le compte de la « Divine providence ». Cet attentat va encore aggraver la mauvaise santé et la paranoïa d'Adolf Hitler, ainsi que sa haine envers le corps des officiers allemand. La répression sera sanglante.
- 23 juillet :
  - Winston Churchill visite les ruines de Caen.
- 24 juillet-30 juillet :
  - Front de l'Est : Opération Narva.
- 25 juillet :
  - Normandie : dans la région d'Avranches, les Américains déclenchent l'opération Cobra, qui a pour objectif de percer les lignes allemandes pour en finir une fois pour toutes avec la bataille du bocage. L'attaque est précédée d'un très important bombardement aérien, qui pulvérise les positions de la Wehrmacht, mais fait aussi des victimes dans les rangs alliés.

#### Août 1944
- 1er août :
  - Début de l'Insurrection de Varsovie : soulèvement armé contre l'occupant allemand organisé par la résistance polonaise (Armia Krajowa) dans le cadre du plan militaire national « Action Tempête ». Il s'accompagne de la sortie de la clandestinité des structures de la Résistance et de l'État clandestin ainsi que de l'établissement des institutions de l'État polonais sur le territoire de Varsovie libre. L'insurrection se termine le 2 octobre par la victoire allemande.
- 7 août :
  - France : troisième visite de Winston Churchill sur le front de Normandie.
  - France : massacre de Penguerec commis par des militaires de la Wehrmacht.
- 10 août :
  - Front de l'Est : fin de la bataille de Narva.
- 10 août-6 septembre :
  - Front de l'Est : Offensive Tartu.
- 15 août :
  - Débarquement de Provence.
- 16 août-20 août :
  - Front de l'Est : opération Doppelkopf.
- 20 août-29 août :
  - Front de l'Est : offensive Jassy-Kishinev.
  - 21 août : Libération de Limoges le général allemand Walter Gleiniger accepte de capituler au chef Georges Guingouin
  - 24 août : défilé de libération à Périgueux auquel participe Yves Péron, Édouard Valéry, Roger Ranoux, André Urbanovitch ou Jacques Poirier (SOE).
- 25 août :
  - Paris est libéré. Le général De Gaulle et le général Philippe Leclerc de Hauteclocque défile triomphalement sur les Champs-Élysées.
  - France : massacre de Maillé. 124 habitants de la ville de Maillé sont assassinés par un groupe de SS encore non identifié aujourd'hui.
- juillet, août, septembre :
  - Crimes de guerre lors du repli nazi dans la vallée de la Maurienne (incendies par le Deutsches Afrika Corps des villes de Saint-Georges-des-Hurtières, Pontamafrey, Epierre, Hermillon, Modane, Bessans, Saint-Jean-de-Maurienne, Saint-Julien-Mont-Denis, exécutions, pillages, explosion d'Orelle), etc.
- 29 août :
  - France : massacre de la vallée de la Saulx commis par des militaires de la Wehrmacht.

#### Septembre 1944
- Septembre :
  - Début de la guerre de Laponie, conflit entre la Finlande et l'Allemagne pour le contrôle des mines de nickel de la région de Petsamo (fin avril 1945).
- 1er septembre :
  - La 3e armée de Patton est stoppée devant Metz : la bataille de Metz est engagée.
- 2 septembre :
  - Les troupes alliées entrent en Belgique, c'est le début de la libération de la Belgique et des Pays-Bas.
- 3 septembre :
  - Les troupes britanniques et les Belges de la brigade Piron entrent dans Bruxelles.
- 4 septembre :
  - Les troupes britanniques entrent à Anvers, alors que la résistance belge vient de préserver le port en désamorçant les sabotages prévus par l'armée allemande.
- 5 et 6 septembre :
  - Bombardement du Havre (Normandie) sans raison véritable qui fit plus de victimes civiles que militaires.
- 10 septembre :
  - Conférence Churchill-Roosevelt à Québec, consacrée surtout à l’avenir de l’Allemagne. Le plan Morgenthau propose d’en faire un pays essentiellement agricole.
  - Les troupes alliées entrent en Allemagne.
- 14 septembre-19 septembre :
  - Front de l'Est : bataille de Paulis (en).
- 14 septembre-22 octobre :
  - Front de l'Est : opération Riga (1944).
- 14 septembre-24 novembre :
  - Front de l'Est : offensive de la Baltique.
- 15 septembre :
  - Bataille de Peleliu : les forces américaines se battent pour la petite île de Peleliu et son terrain d'aviation. Le général américain William H. Rupertus avait prévu que l'île serait sécurisée en quatre jours, mais en raison de fortifications bien installées et de la forte résistance japonaise, les combats ont duré plus de deux mois. Cette bataille est sûrement la plus controversée de la guerre, en raison de la valeur stratégique douteuse de l'île et du grand nombre de morts (fin 25 novembre).
- 17 septembre :
  - Opération Market Garden, opération militaire alliée essentiellement aéroportée dans le but de prendre des ponts franchissant les principaux fleuves des Pays-Bas occupés par les Allemands. La 101e division aéroportée américaine est larguée au nord d'Eindhoven, la 82e division aéroportée américaine au sud de Nimègue et la 1re division aéroportée britannique et la 1re brigade indépendante de parachutistes polonaise au nord-ouest d'Arnhem. Le succès aurait permis aux Alliés de contourner la ligne Siegfried et d'accéder à l'un des principaux centres industriels de l'Allemagne, la Ruhr, mais l'opération est un échec complet sur le plan des effectifs engagés, en revanche ce n'est qu'un demi-échec pour les objectifs.
- 17 septembre-26 septembre :
  - Front de l'Est : opération Tallinn.
- 27 septembre-24 novembre :
  - Front de l'Est : opération Moonsund.

#### Octobre 1944
- Octobre :
  - L'amiral Horthy est renversé par les Croix-Fléchées.
- 2 octobre :
  - Capitulation des insurgés de Varsovie.
- 5 octobre-8 octobre :
  - Front de l'Est : bataille de Turda (en).
- 5 octobre-25 octobre :
  - Front de l'Est : opération Memel.
- 9 octobre-10 mai 1945 :
  - Front de l'Est : bataille de la poche de Courlande.
- 14 octobre :
  - Allemagne : soupçonné d'être impliqué dans le complot du 20 juillet 1944, alors qu'il n'y a joué aucun rôle, Erwin Rommel, le plus populaire des maréchaux allemands, est contraint par Hitler de se suicider. Rommel se tue pour épargner à sa famille les représailles des nazis. La version officielle fut qu'il était mort des suites des blessures reçues le 17 juillet. Ses funérailles ont lieu le lendemain à Ulm, et le maréchal von Rundstedt prononce son éloge funèbre.
  - Athènes est libérée par les Alliés.
- 17 octobre :
  - Début de la campagne des Philippines qui est la reconquête par les Alliés des Philippines occupées depuis 1942 par le Japon.
- 21 octobre :
  - Bataille d'Aix-la-Chapelle : la Wehrmacht y capitule et la ville devient la première grande ville allemande prise par les Alliés à l'ouest.
- 23-26 octobre :
  - La moitié de la marine japonaise est détruite au golfe de Leyte.

#### Novembre 1944
- 11 novembre :
  - Winston Churchill assiste au défilé sur les Champs-Élysées aux côtés du général de Gaulle.
- 23 novembre :
  - Leclerc et sa 2e DB libèrent Strasbourg, respectant ainsi le serment de Koufra.

#### Décembre 1944
- 16 décembre-25 janvier 1945 :
  - Début de la contre-offensive allemande dans les Ardennes (bataille des Ardennes). Accompagnant les troupes allemandes, de petites unités de soldats allemands déguisés avec des uniformes américains et parlant l'anglais comme aux États-Unis, sèment la perturbation dans les mouvements de l'armée américaine. Ils sabotent les communications et lancent de fausses informations sous les ordres du colonel S.S.Otto Skorzeny. Mais les Américains, encerclés dans Bastogne et Saint-Vith, parviennent à résister à l'encerclement de la Wehrmacht jusqu'à leur dégagement par les secours du général Patton, le 25 décembre. À divers endroits, dans les campagnes, des massacres de civils et de prisonniers américains sont perpétrés par des SS, mais l'offensive allemande s'essouffle.
- 16 décembre-21 décembre :
  - Bataille des Ardennes : bataille de Saint-Vith.
- 20 décembre-27 décembre :
  - Bataille des Ardennes : siège de Bastogne.

### 1945

#### Janvier 1945
- 2 janvier :
  - Charles de Gaulle refuse l'ordre américain d'évacuer Strasbourg.
- 5 janvier :
  - La 1re armée française défend Strasbourg.
- 9 janvier :
  - Philippines : les Américains débarquent sur l’île de Luçon aux Philippines avec 70 000 hommes.
- 12 janvier :
  - Offensive Vistule-Oder lancée par l'Armée rouge.
- 15 janvier :
  - Libération du camp de concentration de Płaszów (Cracovie) par les Soviétiques.
- 16 janvier :
  - Jonction à Houffalize des 1re et 3e armées américaines. L’offensive allemande des Ardennes est brisée.
- 17 janvier :
  - Entrée de l'Armée rouge (Joukov) à Varsovie (17 au 22 janvier).
- 20 janvier :
  - Les SS font sauter les fours crématoires II et III du camp d'extermination d'Auschwitz-Birkenau.
- 23 janvier :
  - Les Américains libèrent Saint-Vith.
  - L’armée soviétique atteint l’Oder. La Haute-Silésie est sous contrôle soviétique à la fin du mois pendant que Joukov au Nord entre en Poméranie.
- 25 janvier :
  - Fin de la bataille des Ardennes.
- 27 janvier
  - Les SS font sauter le dernier four crématoire d'Auschwitz-Birkenau.
  - Libération du camp de concentration d'Auschwitz par les troupes soviétiques, où il reste 5 000 internés.
- 30 janvier :
  - Le Wilhelm Gustloff avec plus de 10 000 réfugiés venus du port de Gotenhafen dans la baie de Dantzig est coulé par trois torpilles du sous-marin soviétique S-13. Plus de 9 300 réfugiés périssent dans la mer Baltique.
- 31 janvier :
  - Les troupes soviétiques franchissent l'Oder.

#### Février 1945
- 4-11 février :
  - Conférence de Yalta réunissant en secret les États-Unis, le Royaume-Uni et l'URSS représentés par Roosevelt, Churchill et Staline. Les Alliés s'engagent à organiser des élections libres en Europe, après la victoire, en fait ils se sont partagé les zones d'influence en Europe entre les États-Unis et l'Union soviétique. Accord sur l’entrée en guerre de l’URSS en Asie en contrepartie d’avantages territoriaux sur les frontières orientales de la Pologne et sur l’octroi à la France d’une zone d’occupation en Allemagne.
- 10 février :
  - Le Steuben est coulé par le sous-marin soviétique S-13.
- 13 au 15 février :
  - Bombardement de Dresde par les avions britanniques et américains, 35 000 à 250 000 morts.
- 14 février :
  - Les Alliés atteignent le Rhin.
- 17 février :
  - Le prince Fumimaro Konoe recommande à Hirohito de négocier immédiatement un armistice avec l'ennemi. Ce dernier refuse en invoquant la nécessité d'une dernière grande victoire (tennozan) pour négocier en position de force.
- 19 février :
  - Bataille d'Iwo Jima qui oppose sur l'île japonaise d'Iwo Jima les États-Unis et le Japon aboutissant à la conquête de l'île par les États-Unis. La bataille a été particulièrement médiatisée par la photographie des soldats américains érigeant le drapeau au sommet du mont Suribachi (prise le 23 février 1945 par le photographe américain Joe Rosenthal) (fin 26 mars).
- 23 février :
  - La Turquie déclare la guerre à l'Allemagne et au Japon.
- 27 février :
  - 3 000 femmes sont évacuées de Ravensbrück.

#### Mars 1945
- Mars :
  - L'Armée rouge chasse les derniers Allemands de Pologne.
- 6 mars :
  - Cologne est prise par les Alliés.
- 7 mars :
  - Franchissement du Rhin par les Alliés à Remagen et entrée des troupes américaines en Allemagne.
- 9 mars :
  - Pendant 2 jours, plus 100 000 victimes périssent lors des bombardements de Tokyo par 300 bombardiers B-29 américains qui lancent des bombes incendiaires.
  - Coup de force japonais contre les Français en Indochine. L'intégralité des forces françaises (90 000 hommes) est internée. Des officiers français sont parachutés pour tenter d'organiser des maquis.
- 11 mars :
  - Le Japon proclame l'indépendance du Viêt Nam.
- 13 mars :
  - Opération Plunder : grande offensive alliée au-delà du Rhin.
- 28 mars :
  - Les Allemands tirent, à partir de La Haye, leur dernier missile V2 qui tombe sur Orpington, au sud-est de Londres.
- 29 mars :
  - Entrée des troupes soviétiques en Autriche.

#### Avril 1945
- 1er avril :
  - Début de la bataille d'Okinawa. Les forces alliées convergent sur l'île d'Okinawa. Plus de 500 000 soldats interviendront dans cette opération amphibie. L’île est conquise complètement le 21 juin (50 000 victimes américaines, morts ou blessés).
- 2 avril-13 avril :
  - Front de l'Est : Offensive sur Vienne
- 3 avril :
  - Premières évacuations à Buchenwald.
- 4 avril :
  - Libération de Bratislava par l'Armée rouge.
- 5 avril :
  - Japon : Le gouvernement de Kuniaki Koiso, incapable d'assurer une protection adéquate du territoire national, démissionne à la suite des bombardements de Tokyo. Hirohito nomme Kantarō Suzuki comme remplaçant.
- 7 avril :
  - L'aéronavale américaine coule le plus gros bâtiment de la marine japonaise, le cuirassé Yamato.
- 12 Avril : Décés du président Américain Franklin D. Roosvelt. Son vice président Harry Truman lui succède.
- 13 avril :
  - Entrée des troupes soviétiques dans Vienne (13-16 avril).
  - Les SS quittent Bergen-Belsen.
- 14 avril :
  - Libération des Pays-Bas : les soldats canadiens occupent Arnhem.
  - Des centaines de Boeing B-29 américains bombardent Tokyo.
- 16 avril :
  - Naufrage du paquebot Goya en mer Baltique coulé par le sous-marin soviétique L-3, environ 6 500 morts.
  - Début de l’offensive soviétique contre Berlin.
- 17-20 avril :
  - Bataille de Royan.
- 19 avril :
  - Entrée des troupes soviétiques dans Berlin.
- 20 avril :
  - Évacuation partielle du camp de concentration d'Oranienbourg-Sachsenhausen.
- 20 avril :
  - Les Soviétiques encerclent Berlin.
- 21 avril :
  - Évacuation de Ravensbrück.
  - Prise de Stuttgart par les Français.
- 22 avril :
  - Les troupes d'infanterie alpine finissent par reprendre les forts des Alpes, dans lesquels s'étaient retranchées des troupes allemandes, mais au prix de durs combats.
- 24 avril :
  - Les Soviétiques pénètrent dans la ville de Berlin.
- 25 avril :
  - Jonction des troupes américaines et soviétiques à Torgau sur l'Elbe. Les Français et les Américains atteignent l’Autriche.
- 28 avril :
  - Adolf Hitler destitue Heinrich Himmler de toutes ses fonctions, Himmler ayant tenté de négocier avec les Alliés occidentaux.
  - Le dictateur italien Benito Mussolini et sa compagne Clara Petacci sont fusillés par des partisans communistes, leurs corps sont pendus par les pieds sur la place Loreto, à Milan.
- 29 avril :
  - Dernier gazage à Mauthausen.
  - Les forces alliées libèrent le camp de concentration de Dachau.
  - Adolf Hitler épouse Eva Braun.
- 30 avril :
  - Suicides d'Adolf Hitler et d'Eva Braun dans le bunker de la chancellerie à Berlin, alors que les troupes russes s'en approchent. Joseph Goebbels, nommé chancelier par Hitler dans son testament, entame des négociations avec le commandement soviétique à Berlin.
  - Karl Dönitz ordonne que l'ensemble de la flotte de surface et sous-marine se saborde ; il retire cet ordre le 4 mai.

#### Mai 1945
- 1er mai :
  - Suicides de Joseph Goebbels et de sa femme Magda après avoir empoisonné leurs 6 enfants.
- 2 mai :
  - Prise de Berlin par l'Armée rouge de Koniev et de Joukov.
- 3 mai :
  - Naufrages du Cap Arcona, du Thielbek et du Deutschland IV coulés par la RAF dans la baie de Lübeck.
- 4 mai :
  - Libération du camp de Neuengamme totalement vide par l'armée britannique.
  - Reddition des armées de l'Allemagne du Nord au maréchal Montgomery.
- 5 mai :
  - Libération du camp de Mauthausen par les Américains.
- 6 mai-11 mai :
  - Front de l'Est : Offensive sur Prague

- 7 mai :

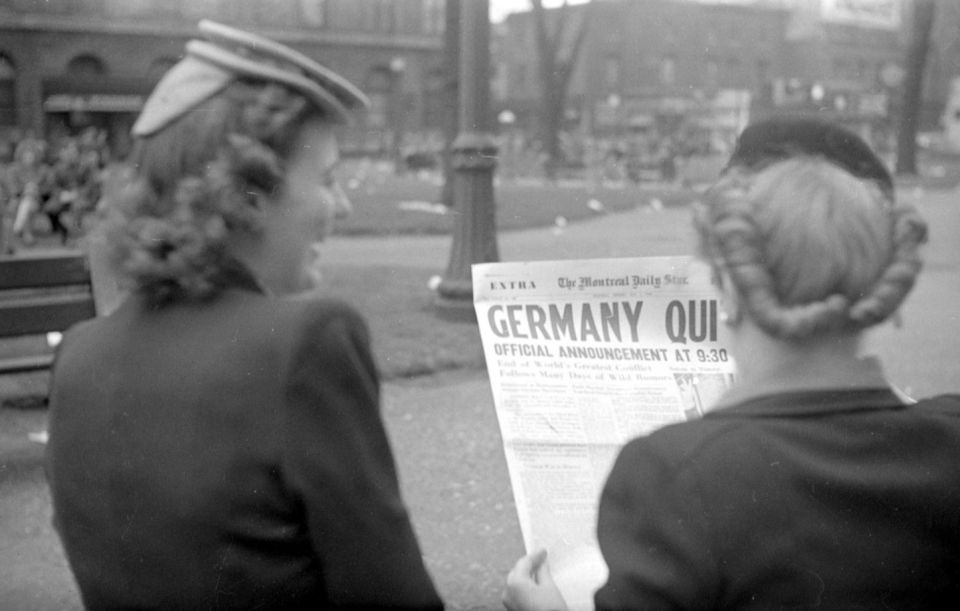
Deux jeunes femmes lisant la une du The Montreal Star annonçant la capitulation allemande et la fin imminente de la Seconde Guerre mondiale, 7 mai 1945.

  - Vers 2 heures 41 du matin, dans une école de Reims (France), le général Alfred Jodl et l'état-major des troupes allemandes du front Ouest signent les actes de capitulation du Troisième Reich.
  - Libération des 25 000 survivants du camp de concentration de Theresienstadt par les Soviétiques.
  - L'U-320 est coulé par un PBY Catalina au nord de Bergen. C'est le dernier U-Boot coulé, dans cette guerre.
  - L'U-2336 coule deux cargos, l' Avondale Park et le Sneland I, au large du Firth of Forth. Ce sont les dernières destructions de cette Guerre, de navires marchands par un sous-marin allemand[4].
- 8 mai :
  - L’amiral Karl Dönitz capitule. L'acte définitif de capitulation est signé à Berlin à 23 heures 01, par le général Stumpff, l’amiral von Friedeburg et le maréchal Keitel en présence du maréchal Joukov (URSS), du général Spaatz (États-Unis), du général Tedder (Royaume-Uni) et du général de Lattre de Tassigny (France). Avec la reddition du 7 mai et celle du 8 mai, on a donc deux actes de reddition militaire. Compte tenu du décalage horaire de 2 heures, le 8 mai à 23 heures 01 à Berlin correspond au 9 mai à 1 heure 01 à Moscou, ce qui explique que la fin de la Seconde Guerre mondiale est fêté par l'Union soviétique le 9 mai.
- 10 mai :
  - Front de l'Est : Fin de la bataille de la poche de Courlande.
- 17 mai-14 août :
  - Attaque aérienne directe sur le Japon depuis l'archipel Okinawa.
- 25 mai :
  - Les bombardements redoublent sur Tokyo.

#### Juin 1945
- 4 juin :
  - Jean Sassi, de la Force 136, est parachuté sur le Laos.
- 9 juin :
  - Accords entre la Yougoslavie et les Alliés sur Trieste.
- 10 juin :
  - Débarquement allié à Brunei et Labuan.
- 22 juin :
  - Fin des combats à Okinawa.
- 26 juin :
  - Signature de la Charte des Nations unies à San Francisco.

#### Juillet 1945
- 1er juillet :

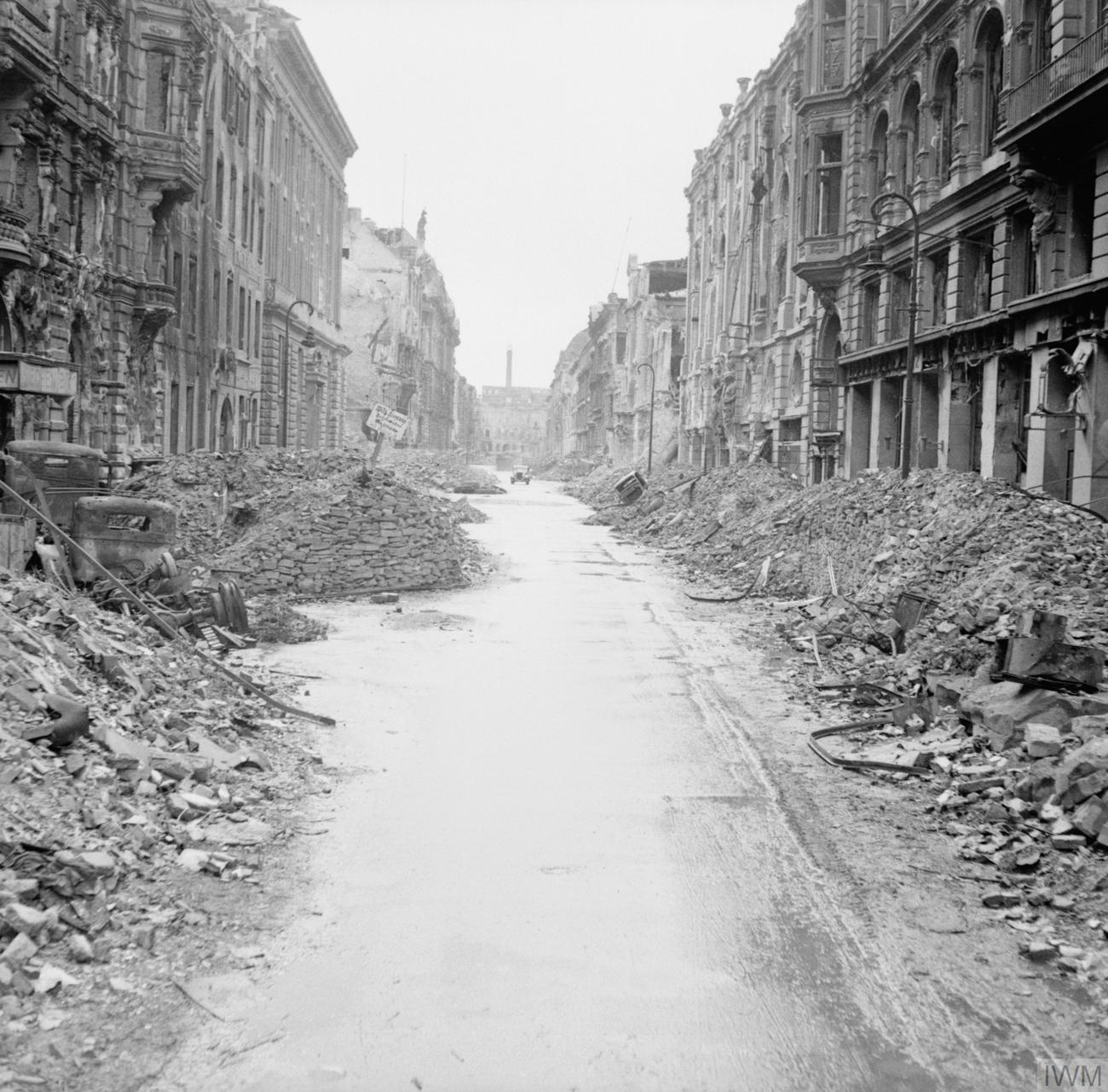
Berlin, année zéro. Après la prise de la ville par l'armée rouge en mai, état des rues en juillet 1945. La nation est brisée, ses élites politiques ont disparu, ses hommes en armes démobilisés. Ne restent que les femmes allemandes pour retirer les décombres.

  - L'Allemagne est divisée en quatre zones d'occupation.
- 5 juillet :
  - Les Philippines sont officiellement déclarées libérées
- 6 juillet :
  - La Norvège déclare la guerre à l'Empire du Japon.
- 16 juillet :
  - Trinity, test réussi et 1re explosion atomique dans le désert du Nouveau Mexique

- 17 juillet :

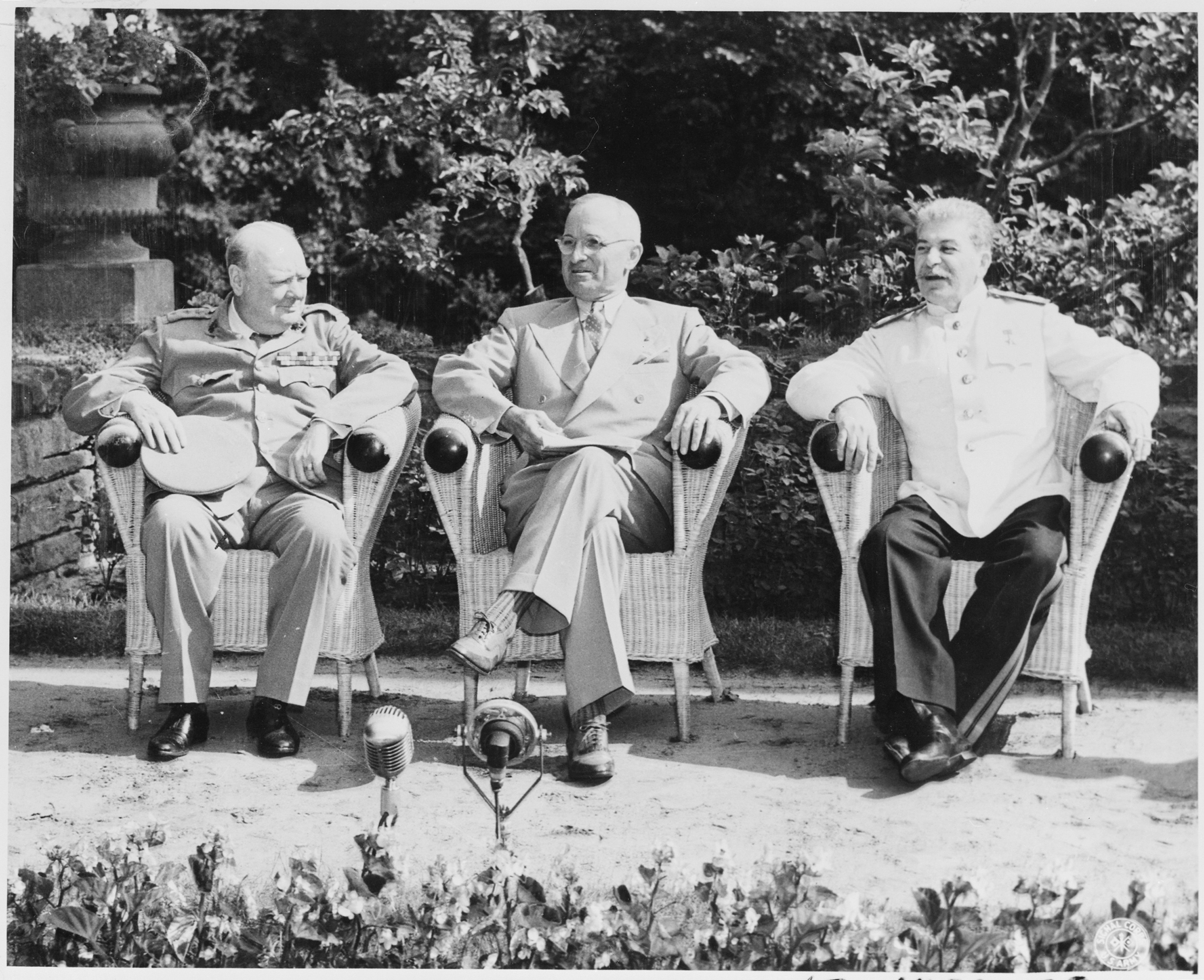
Churchill, Truman et Staline à la Conférence de Potsdam (25 juillet).

  - Ouverture de la Conférence de Potsdam
- 21 juillet :
  - Le président Truman approuve l'ordre d'utilisation de l'arme atomique contre le Japon
- 23 juillet :
  - Début du procès du maréchal Pétain
- 26 juillet :
  - Démission de Winston Churchill de son poste de Premier ministre après la défaite du Parti conservateur.
  - « Déclaration de Potsdam » : les Alliés réunis lors de la conférence de Potsdam invitent le Japon à se rendre sans conditions sous peine de destruction.
- 28 juillet :
  - Le Japon rejette de manière ambiguë la déclaration de Potsdam.
- 30 juillet :
  - Le croiseur USS Indianapolis, qui avait transporté la première bombe atomique américaine, est coulé par un sous-marin japonais. Le naufrage laisse à la mer environ 800 survivants, dont plusieurs centaines périront, entre autres à cause des requins. Le drame de l’Indianapolis donnera lieu à une commission d'enquête et à un procès.

#### Août 1945
- 6 août :

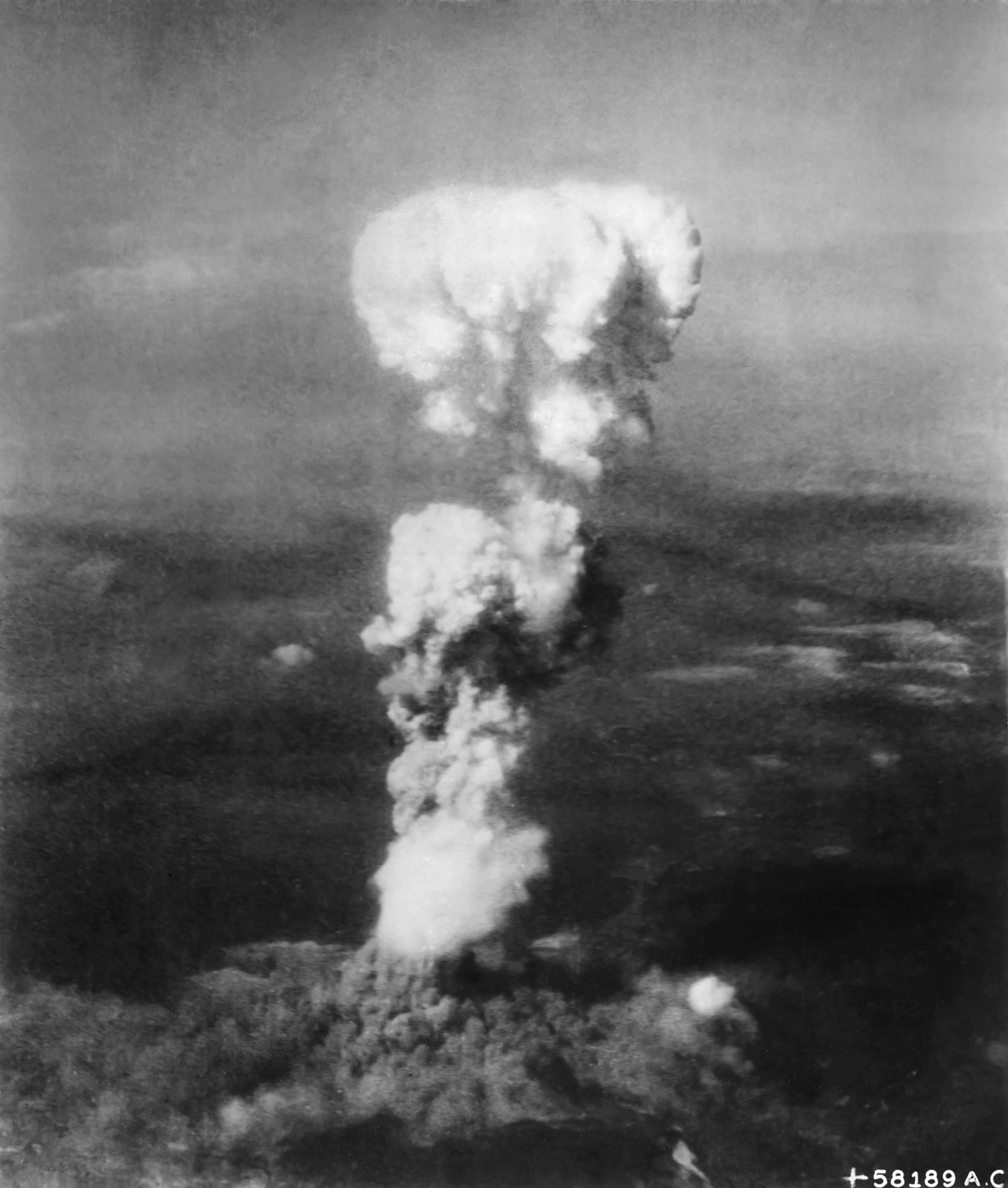
Champignon atomique produit par l'explosion sur Hiroshima, le 6 août 1945.

  - Après le rejet de l’ultimatum de Potsdam, un bombardier américain largue une bombe atomique à l'uranium enrichi sur Hiroshima - Bilan : 75 000 morts et 90 000 blessés sur une population de 250 000 personnes (voir Bombardements atomiques d'Hiroshima et Nagasaki).
- 8 août :
  - L'URSS déclare la guerre à l'empire du Japon, elle va occuper Sakhaline, les îles Kouriles, et envahit la Mandchourie.
- 9 août :
  - Une seconde bombe atomique, Fat Man au plutonium, est larguée sur Nagasaki, faisant environ 38 000 morts.
- 12 août :
  - Occupation de la Corée du Nord et de la Mandchourie par les Soviétiques.
- 15 août :
  - L’empereur Hirohito annonce la capitulation du Japon à la radio. Il demande dans son allocution l'arrêt des combats. C'est la capitulation officieuse de l'empire du Japon.
  - Un accord entre l’Union soviétique et la Chine nationaliste répartit leurs pouvoirs en Mandchourie.
- 17 août :
  - Après l'U-530 le 10 juillet, l'U-977 fait à son tour surface devant Mar del Plata, en Argentine après un périple de quatre-vingt dix-neuf jours de mer depuis la Norvège, dont soixante en plongée. Son commandant, Heinz Schaeffer, a enfreint l'ordre de reddition.
- 28 août :
  - Les Alliés occupent le Japon (jusqu'à fin 1952).

#### Septembre 1945
- 2 septembre :

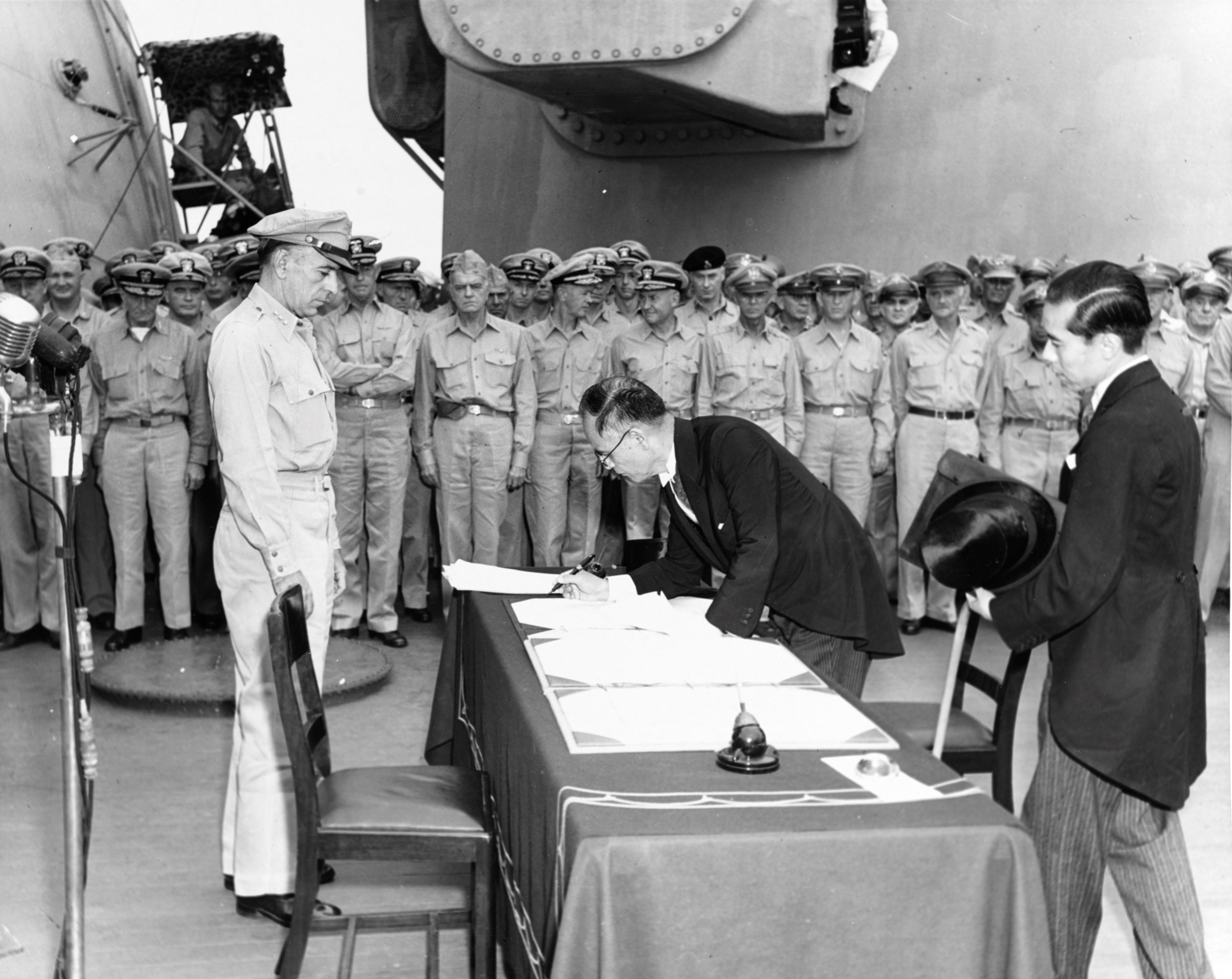
Signature de la capitulation japonaise le 2 septembre 1945.

  - L’empereur du Japon reconnaît officiellement la défaite. Son ministre des Affaires étrangères, Mamoru Shigemitsu signe avec le général Douglas MacArthur sur le cuirassé américain USS Missouri, dans la Baie de Tokyo, les actes de capitulation du Japon. Ces actes mettent fin au dernier conflit en cours de la Seconde Guerre mondiale et entérine l'occupation du Japon par les États-Unis. Le gouvernement japonais reste en place à condition d’exécuter les instructions des vainqueurs : démilitarisation de la société, dissolution des zaibatsu (trusts enrichis par l’industrie de guerre), abolition de la police contrôlant l’opinion publique, réforme agraire, loi sur les unions ouvrières.
  - Communistes et nationalistes se retrouvent face à face en Chine. Mao Zedong domine le Nord, pénètre en Mandchourie occupée par les Soviétiques. Tchang Kaï-chek regagne Nankin et récupère la plupart des grandes villes.
  - La Malaisie repasse sous contrôle britannique.
  - Proclamation officielle par Hô Chi Minh, à Hanoï, de la république démocratique du Viêt Nam et de l’indépendance. Les Japonais se rendent aux forces de Hô Chi Minh.
- 5 septembre :
  - Singapour est officiellement libérée par les troupes britanniques et indiennes.
- 16 septembre :
  - La garnison japonaise à Hong Kong signe officiellement sa reddition.